# Liste der gedeckten Brücken in der Schweiz
Die Liste der gedeckten Brücken in der Schweiz enthält die überdachten Brücken über Schweizer Gewässer.
Von den rund 350 gedeckten Holzbrücken in der Schweiz liegen ein Drittel im Kanton Bern. Vier Kantone (Basel-Stadt, Glarus, Schaffhausen und Uri) haben keine gedeckten Brücken.

## Brückenliste

### Kanton Aargau
- 15 Brücken: Neun Strassen- und sechs Fussgängerbrücken.

| Bild | Name der Brücke                                              | Ort(e) (Lage)                      | Flussquerung                  | Nutzung | Baujahr | Länge in m | Höhe m ü. M. | Bemerkungen |
| ---- | ------------------------------------------------------------ | ---------------------------------- | ----------------------------- | --- | ------- | ---------- | ------------ | --- |
|      | Holzbrücke Fulenbach–Murgenthal                              | Fulenbach (SO) – Murgenthal (Lage) | Aare                          | Strassenbrücke mit seitlichem Trottoir | 1863    | 102        | 407          | Denkmalgeschützt Eine der ältesten noch erhaltenen Howeschen Brücken in der Schweiz Interkantonale Brücke (Kantonsgrenze Solothurn – Aargau)                                                                                          |
|      | Stauwehr Rüchlig                                             | Aarau (Lage)                       | Aare                          | Wehrübergang | 1928    | 85         | 365          | Das Stauwehr befindet sich im rechten Arm der Aare bei der Zurlindeninsel, während sich das Kraftwerk Rüchlig im linken Arm befindet.                                                                                                 |
|      | Mühle-Brücke                                                 | Mettau (Lage)                      | Etzgerbach                    | Fussgängerbrücke | 2016    | 10         | 337          | Private Brücke |
|      | Martiloobrücke (Aarestrasse)                                 | Rupperswil (Lage)                  | Giessen (Aare) (Steinerkanal) | Strassenbrücke mit abgetrenntem Fussweg | 1988    | 16         | 356          | Ersetzte erste «Hüslibrugg» von 1875 Vortritt vor dem Gegenverkehr (Fahrtrichtung Auenstein) Dem Gegenverkehr Vortritt lassen (Fahrtrichtung Rupperswil) Höchstgeschwindigkeit 30 km/h, Höchstgewicht 5 t, Höchsthöhe 3,2 m Wanderweg |
|      | Holzbrücke Wettingen-Neuenhof (Holzbrücke Kloster Wettingen) | Neuenhof – Wettingen (Lage)        | Limmat                        | Strassenbrücke (ehemalig), dient seit dem Bau der Hochbrücke 1969 nur noch Fussgängern und Velofahrern                                                                  | 1818    | 38         | 369          | Denkmalgeschützt Die Grubenmann-Brücke von 1766 wurde nach der ersten Schlacht von Zürich 1799 von französischen Truppen zerstört |
|      | Holzbrücke Baden                                             | Baden (Lage)                       | Limmat                        | Strassenbrücke, dient seit dem Bau der Hochbrücke 1926 vor allem Fussgängern und Velofahrern                                                                            | 1809    | 39         | 359          | Denkmalgeschützt Die heutige Brücke hatte mindestens fünf Vorgängerinnen |
|      | Holzbrücke Ennetturgi                                        | Turgi – Untersiggenthal (Lage)     | Limmat                        | Strassenbrücke (ehemalig), dient seit dem Bau einer Stahlbrücke 1963 nur noch Fussgängern und Velofahrern                                                               | 1921    | 58         | 334          | Geschütztes Kulturobjekt Ersetzte baufällige Holzbrücke von 1845 |
|      | Reussbrücke Sins–Hünenberg                                   | Sins – Hünenberg (ZG) (Lage)       | Reuss                         | Strassenbrücke mit Trottoir, dient seit dem Bau einer Betonbrücke 1996 vor allem Fussgängern und Velofahrern                                                            | 1641    | 80         | 400          | Denkmalgeschützt Interkantonale Brücke (Kantonsgrenze Aargau – Zug) |
|      | Dominilochsteg                                               | Hermetschwil – Zufikon (Lage)      | Reuss                         | Fussgänger- und Velobrücke | 1988    | 92         | 384          | Eine der längsten gedeckten Holzbrücken der Schweiz |
|      | Reussbrücke Bremgarten                                       | Bremgarten (Lage)                  | Reuss                         | Strassenbrücke mit Trottoirs, dient seit der Eröffnung der Umfahrungsstrasse Bremgarten 1994 vorwiegend Fussgängern und Velofahrern, sowie Fahrten öffentlicher Dienste | 1549    | 100        | 370          | Denkmalgeschützt |
|      | Holzbrücke Bad Säckingen                                     | Stein – Bad Säckingen (DE) (Lage)  | Rhein                         | Strassenbrücke (ehemalig), dient seit der Erstellung der Fridolinsbrücke 1979 nur noch Fussgängern und Velofahrern                                                      | 1630    | 205        | 289          | Denkmalgeschützt Mit 205 Meter längste gedeckte Holzbrücke Europas Grenze zwischen Deutschland und der Schweiz |
|      | Moosmatt-Brücke («D'Brugg zum Nöchschte»)                    | Murgenthal (Lage)                  | Rotkanal                      | Fussgängerbrücke | 1991    | 7          | 415          | |
|      | Walde-Brücke                                                 | Schmiedrued (Lage)                 | Ruederchen                    | Fussgängerbrücke | 1993    | 11         | 606          | |
|      | Wirzmatten-Brücke                                            | Staffelbach (Lage)                 | Suhre                         | Viehbrücke |         | 18         | 471          | |
|      | Eichmattebrücke                                              | Suhr (Lage)                        | Suhre                         | Strassenbrücke mit Trottoirs, dient Fussgängern und Velofahrern sowie der Landwirtschaft                                                                                | 1944    | 14         | 406          | Geschütztes Kulturobjekt |

### Kanton Appenzell Ausserrhoden
- 16 Brücken: Neun Strassen- und sieben Fussgängerbrücken.

| Bild | Name der Brücke                             | Ort(e) (Lage)                          | Flussquerung                     | Nutzung                                                         | Baujahr  | Länge in m | Höhe m ü. M. | Bemerkungen |
| ---- | ------------------------------------------- | -------------------------------------- | -------------------------------- | --------------------------------------------------------------- | -------- | ---------- | ------------ | --- |
|      | Badtöbelibrücke                             | Waldstatt (Lage)                       | Badtobelbach (Urnäsch)           | Fussgängerbrücke                                                | 1991     | 42         | 785          | Wanderweg |
|      | Oberachbrücke (Obere Achbrücke)             | Speicher – Rehetobel (Lage)            | Goldach (Bodensee)               | Strassenbrücke                                                  | 1739     | 19         | 673          | Saniert 1972 Allgemeines Fahrverbot Denkmalgeschützt Wanderweg |
|      | Achmühlebrücke (Untere Achbrücke)           | Speicher – Rehetobel (Lage)            | Goldach (Bodensee)               | Strassenbrücke                                                  | 1701     | 19         | 619          | Denkmalgeschützt Ersetzte erste «Hüslibrugg» von 1671, die 1700 bei Hochwasser zerstört wurde. Höchstgewicht 3 t, Höchsthöhe 2,3 m Wanderweg                                             |
|      | Staubenloch-Brücke                          | Heiden – Wolfhalden (Lage)             | Gstaldenbach (Alter Rhein)       | Fussgängerbrücke                                                | 2005     | 20         | 644          | Ersetzte Betonbrücke, die 2002 von einem Hochwasser weggerissen wurde. Wanderweg |
|      | Heidentobel-Brücke                          | Heiden (Lage)                          | Mattenbach Zufluss (Alter Rhein) | Fussgängerbrücke                                                | 1996     | 20         | 778          | Wanderweg |
|      | Mühlstatt-Brücke                            | Zürchersmühle (Lage)                   | Ranzbach (Urnäsch)               | Strassenbrücke, Einfahrt Privatgrundstück                       |          | 5          | 811          | Private Brücke |
|      | Bühlerbrücke                                | Bühler (Lage)                          | Rotbach (Sitter)                 | Fussgängerbrücke                                                | 1992     | 10         | 820          | |
|      | Rotbachbrücke                               | Haslen (AI) – Teufen (Lage)            | Rotbach (Sitter)                 | Fussgängerbrücke                                                | 1997     | 18         | 772          | Wanderweg Interkantonale Brücke (Kantonsgrenze Appenzell Innerrhoden – Appenzell Ausserrhoden)                                                                                           |
|      | Listbrücke                                  | Stein – Haslen (AI) (Lage)             | Sitter                           | Strassenbrücke mit Trottoir                                     | 1997     | 38         | 689          | Interkantonale Brücke (Kantonsgrenze Appenzell Ausserrhoden – Appenzell Innerrhoden) |
|      | Zweibruggen Hüslibrücke (Grosse Hüslibrugg) | Stein – Teufen (Lage)                  | Sitter                           | Strassenbrücke, dient heute vor allem Fussgängern               | 1787     | 27         | 608          | Denkmalgeschützt |
|      | Sitterbrücke im Kubel (Äbtebrücke)          | Stein – St. Gallen‑Haggen (SG) (Lage)  | Sitter                           | Strassenbrücke, dient Anwohnerverkehr und Fussgängern           | 1800 ca. | 27         | 596          | Denkmalgeschützt Interkantonale Brücke (Kantonsgrenze Appenzell Ausserrhoden – St. Gallen)                                                                                               |
|      | Holzbrücke Hundwil (Alte Tobelbrücke)       | Herisau – Hundwil (Lage)               | Urnäsch                          | Fussgängerbrücke                                                | 1778     | 32         | 665          | Geschütztes Kulturobjekt Die erste «Alttobelbrücke» von 1722 fiel 1778 dem grossen Hochwasser zum Opfer. Wanderweg                                                                       |
|      | Urnäschbrücke im Kubel                      | Herisau – Stein (Lage)                 | Urnäsch                          | Strassenbrücke, dient heute vor allem Fussgängern               | 1780     | 32         | 596          | Denkmalgeschützt Ersetzte ältere Brücke, die 1778 bei Hochwasser zerstört wurde |
|      | Kleine Hüslibrücke                          | Teufen – St. Gallen‑Haggen (SG) (Lage) | Wattbach (Sitter)                | Strassenbrücke (ehemalig), dient seit 1974 nur noch Fussgängern | 1787     | 14         | 607          | Denkmalgeschützt Interkantonale Brücke (Kantonsgrenze Appenzell Ausserrhoden – St. Gallen)                                                                                               |
|      | Schwänbergbrücke (Wissenbachbrücke)         | Flawil (SG) – Herisau (Lage)           | Wissbach (Glatt)                 | Strassenbrücke (ehemalig), dient heute nur noch Fussgängern     | 1782     | 24         | 656          | Denkmalgeschützt Eine 1615 aufgestellte Brücke wurde baufällig und musste 1782 ausgewechselt werden. Wanderweg Interkantonale Brücke (Kantonsgrenze St. Gallen – Appenzell Ausserrhoden) |
|      | Zwislen-Brücke                              | Gais (Lage)                            | Zwislenbach (Rotbach)            | Fussgängerbrücke                                                | 2001     | 10         | 909          | Verbot für Tiere (Pferd) Wanderweg |

### Kanton Appenzell Innerrhoden
- Sieben Brücken: Fünf Strassen- und zwei Fussgängerbrücken.

| Bild | Name der Brücke                    | Ort(e) (Lage)               | Flussquerung      | Nutzung                                                                                        | Baujahr | Länge in m | Höhe m ü. M. | Bemerkungen |
| ---- | ---------------------------------- | --------------------------- | ----------------- | ---------------------------------------------------------------------------------------------- | ------- | ---------- | ------------ | --- |
|      | Lochmühlebrücke (Alte Rotenbrücke) | Haslen – Teufen (AR) (Lage) | Rotbach (Sitter)  | Strassenbrücke, dient vorwiegend Fussgängern und Velofahrern, sowie der Landwirtschaft         | 1862    | 19         | 786          | Denkmalgeschützt Die Rotenbrücke wurde 1972 500 Meter flussaufwärts an den heutigen Standort versetzt. Wanderweg Interkantonale Brücke (Kantonsgrenze Appenzell Innerrhoden – Appenzell Ausserrhoden) |
|      | Rotbachbrücke                      | Haslen – Teufen (AR) (Lage) | Rotbach (Sitter)  | Fussgängerbrücke                                                                               | 1997    | 18         | 772          | Wanderweg Interkantonale Brücke (Kantonsgrenze Appenzell Innerrhoden – Appenzell Ausserrhoden) |
|      | Sittersteg                         | Schwende – Steinegg (Lage)  | Sitter            | Fussgängerbrücke                                                                               | 1989    | 33         | 793          | |
|      | Mettlenbrücke                      | Appenzell (Lage)            | Sitter            | Strassenbrücke (ehemalig), dient seit dem Bau einer Eisenbetonbrücke 1976 nur noch Fussgängern | 1766    | 25         | 761          | Denkmalgeschützt |
|      | Lankbrücke                         | Gonten – Appenzell (Lage)   | Sitter            | Strassenbrücke                                                                                 | 1845    | 24         | 745          | Denkmalgeschützt |
|      | Listbrücke                         | Stein (AR) – Haslen (Lage)  | Sitter            | Strassenbrücke mit Trottoir                                                                    | 1997    | 38         | 689          | Interkantonale Brücke (Kantonsgrenze Appenzell Ausserrhoden – Appenzell Innerrhoden) |
|      | Zungbachbrücke (Obere Lankbrücke)  | Appenzell – Schlatt (Lage)  | Zungbach (Sitter) | Strassenbrücke                                                                                 | 18. Jh. | 12         | 754          | Denkmalgeschützt Höchstbreite 1,7 m |

### Kanton Basel-Landschaft
- Acht Brücken: Fünf Fussgänger- und drei Strassenbrücken.

| Bild | Name der Brücke                     | Ort(e) (Lage)                 | Flussquerung                | Nutzung                                                                              | Baujahr | Länge in m | Höhe m ü. M. | Bemerkungen |
| ---- | ----------------------------------- | ----------------------------- | --------------------------- | ------------------------------------------------------------------------------------ | ------- | ---------- | ------------ | --- |
|      | Schloss-Brücke                      | Zwingen (Lage)                | Birs (Entlastungskanal Ost) | Strassenbrücke                                                                       | 1689    | 22         | 341          | Einzige noch bestehende Holzbrücke im Birstal |
|      | Heiligholz-Brücke                   | Münchenstein (Lage)           | Birs                        | Strassenbrücke (ehemalig), dient seit dem Bau einer Betonbrücke nur noch Fussgängern | 1915    | 42         | 274          | Das Westportal ist mit dem Wappen von Münchenstein geschmückt. |
|      | Rüttihard-Brücke (Neue Welt-Brücke) | Münchenstein – Muttenz (Lage) | Birs                        | Strassenbrücke mit Trottoirs                                                         | 1947    | 32         | 264          | |
|      | Burggarten-Steg                     | Bottmingen (Lage)             | Birsig                      | Fussgängerbrücke                                                                     | 1987    | 12         | 291          | Übergang befindet sich zwischen Aussenareal der Schul- und Sportanlage Burggarten und dem Parkplatz zum Wasserschloss Bottmingen. Das Westportal ist mit dem Wappen von Bottmingen geschmückt. |
|      | Eptinger-Steg                       | Sissach (Lage)                | Ergolz                      | Fussgängerbrücke                                                                     | 2005    | 22         | 372          | Ersetzte Holzsteg von 1916 |
|      | Weidenboden-Steg                    | Sissach (Lage)                | Ergolz                      | Fussgängerbrücke                                                                     | 1999    | 24         | 368          | |
|      | Ergolz-Steg                         | Augst (Lage)                  | Ergolz                      | Fussgänger- und Velobrücke                                                           | 1966    | 34         | 265          | |
|      | Beuggen-Brücke                      | Bubendorf (Lage)              | Hintere Frenke              | Fussgänger- und Velobrücke                                                           | 2016    | 17         | 396          | Landwirtschaft-, Putz- und Räumungsfahrzeuge gestattet |

### Kanton Bern
108 Brücken: 66 Strassen- und 42 Fussgängerbrücken
| Bild | Name der Brücke                                  | Ort(e) (Lage)                                          | Querung                           | Nutzung | Baujahr  | Länge in m | Höhe m ü. M. | Bemerkungen |
| --- | ------------------------------------------------ | ------------------------------------------------------ | --------------------------------- | --- | -------- | ---------- | ------------ | --- |
| | Fussgängerbrücke Rubigen                         | Rubigen (Lage)                                         | Autobahn A6                       | Fussgänger- und Velobrücke | 2017     | 27         | 525          | Gesamtlänge mit den drei Vorlandstegen ist über 160 m. Einzige gedeckte Holzbrücke über eine Autobahn in der Schweiz. Wanderweg |
| | Obere-Schleuse-Brücke (Grosse Staatsschleuse)    | Interlaken – Unterseen (Lage)                          | Aare                              | Fussgängerbrücke | 1855     | 29         | 566          | Geschütztes Kulturobjekt Brienzersee-Regulierwehr im linken Aarearm Wanderweg |
| | Untere-Schleuse-Brücke (Kleine Staatsschleuse)   | Unterseen (Lage)                                       | Aare                              | Fussgängerbrücke | 1854     | 17         | 564          | Geschütztes Kulturobjekt Brienzersee-Regulierwehr im rechten Aarearm Die Kleine Staatsschleuse wird nur bei ausserordentlich hohen Abflüssen geöffnet. |
| | Tschingeleysteg                                  | Unterseen (Lage)                                       | Aare                              | Fussgängerbrücke | 1981     | 44         | 562          | Wanderweg |
| | Scherzligschleusenbrücke (Obere Aareschleuse)    | Thun (Lage)                                            | Aare                              | Fussgängerbrücke | 1726     | 53         | 559          | Denkmalgeschützt Thunersee-Regulierwehr in der äusseren Aare Wanderweg |
| | Mühleschleusenbrücke (Untere Aareschleuse)       | Thun (Lage)                                            | Aare                              | Fussgängerbrücke | 1788     | 57         | 558          | Thunersee-Regulierwehr in der inneren Aare |
| | Auguetbrücke (ehemals Hunzigenbrücke)            | Belp – Muri bei Bern (Lage)                            | Aare                              | Strassenbrücke (ehemalig), dient am heutigen Standort Fussgängern und Velofahrern                                                                           | 1836     | 61         | 511          | Denkmalgeschützt Die Hunzigenbrücke wurde 1974 von Münsingen 5 km flussabwärts an den heutigen Standort versetzt. Wanderland-Route 38 ViaBerna (Etappe 9 Bern, Bärenpark–Bodenacker–Hunzigebrügg–Münsingen, Schützenfahrbrügg) Kanuland-Route 60 Berner Aare Kanu (Uttigen–Bern) unterquert die Brücke. |
| | Neubrücke                                        | Bern-Neufeld – Kirchlindach (Lage)                     | Aare                              | Strassenbrücke mit Trottoirs | 1535     | 91         | 486          | Höchstgeschwindigkeit 30 km/h, Höchstgewicht 3,5 t, Höchsthöhe 2,3 m Die einspurige Fahrbahn ist durch Lichtsignale geregelt. Denkmalgeschützt Älteste erhaltene Holzbrücke im Kanton Bern Aus Sicherheitsgründen wurde die Brücke am 18. Juli 2025 wegen fortschreitenden Schäden an der Tragstruktur für jeglichen Verkehr gesperrt. Wanderweg |
| | Aarebrücke Büren                                 | Büren an der Aare (Lage)                               | Aare                              | Strassenbrücke mit Trottoirs | 1991     | 107        | 432          | Ersetzte Brücke von 1821, die bei einem Brandanschlag 1989 zerstört wurde. Denkmalgeschützt Vortritt vor dem Gegenverkehr (Fahrtrichtung Lengnau) Dem Gegenverkehr Vortritt lassen (Fahrtrichtung Büren Altstadt) Höchstgeschwindigkeit 30 km/h, Höchstgewicht 18 t, Höchstlänge 12 m Veloland-Route 801 Bucheggberg-Route (Herzogenbuchsee–Heinrichswil–Büren) Wanderweg Kanuland-Route 1 Aare Kanu (Etappe 1 Biel (Nidau)–Büren) unterquert die Brücke. Die BSG-Kursschiffe unterfahren die Brücke auf der Schiffroute Biel – Solothurn. |
| | Aarebrücke Wangen                                | Wangen an der Aare (Lage)                              | Aare                              | Strassenbrücke mit Trottoirs | 1553     | 95         | 421          | Vortritt vor dem Gegenverkehr (Fahrtrichtung Schacheninsel und Wiedlisbach) Dem Gegenverkehr Vortritt lassen (Fahrtrichtung Städtchen Wangen a. A.) Höchstgeschwindigkeit 30 km/h, Höchstgewicht 3,5 t, Höchsthöhe 2,5 m Denkmalgeschützt Wanderweg Kanuland-Route 1 Aare Kanu (Etappe 3 Solothurn–Wangen a. A.) unterquert die Brücke. |
| | Aarebrücke Aarberg                               | Aarberg (Lage)                                         | Alte Aare                         | Strassenbrücke mit Trottoirs | 1569     | 86         | 452          | Höchstgeschwindigkeit 30 km/h, Höchstgewicht 3,5 t, Höchsthöhe 2,5 m Die einspurige Fahrbahn ist durch Lichtsignale geregelt. Denkmalgeschützt Veloland-Route 8 Aare-Route (Etappe 4 Bern–Biel (Nidau)) und Route 44 Le Jorat–Trois Lacs–Emme (Etappe 2 Payerne–Aarberg) Wanderweg |
| | Aaresteg                                         | Aarberg (Lage)                                         | Alte Aare                         | Fussgängerbrücke | 1986     | 11         | 446          | |
| | Obere Schwandbrücke                              | Rüschegg – Rüeggisberg (Lage)                          | Biberze (Schwarzwasser)           | Strassenbrücke mit Trottoirs | 1878     | 18         | 788          | Geschütztes Kulturobjekt Einzige Holzbrücke mit einem Kreuzgiebeldach |
| | Untere Schwandbrücke                             | Rüschegg – Rüeggisberg (Lage)                          | Biberze (Schwarzwasser)           | Strassenbrücke mit Trottoirs | 1867     | 19         | 760          | Saniert 1932 und 2000 |
| | Langsamverkehr-Brücke                            | Pontenet (Lage)                                        | Birs                              | Fussgänger- und Velobrücke | 2013     | 20         | 715          | |
| | Bolbachbrücke                                    | Habkern (Lage)                                         | Bolbach (Traubach oder Troubach)  | Fussgängerbrücke | 1821     | 14         | 1042         | Wanderweg |
| | Trois-Lac-Brücke                                 | Sugiez (FR) – Ins (Lage)                               | Broye-Hauptkanal                  | Fussgänger- und Velobrücke |          | 10         | 430          | Interkantonale Brücke (Kantonsgrenze Freiburg – Bern) |
| | Budelbachbrücke                                  | Beatenberg (Lage)                                      | Budelbach (Thunersee)             | Fussgängerbrücke | 1937     | 15         | 702          | Ersetzte offene Holzbrücke Wanderweg |
| | Alte Mühlebrücke                                 | Schangnau (Lage)                                       | Beutlerschwandgraben (Emme)       | Strassenbrücke | 1866     | 21         | 908          | Umgebaut 1949, von der Emme an den Beutlerschwandgraben versetzt im Jahr 2000 |
| | Bütschelbachsteg (Mischlerenbrüggli)             | Rüeggisberg – Oberbalm (Lage)                          | Bütschelbach (Schwarzwasser)      | Fussgängerbrücke | 1999     | 20         | 615          | Ersetzte «Hüslibrugg» von 1930 |
| | Neuf Prés-Steg                                   | Perrefitte (Lage)                                      | Chalière (Birs)                   | Fussgängerbrücke |          | 12         | 683          | Gedeckter Teil der Brücke ist nur 3 m lang. Wanderweg |
| | Chirelbrücke Horboden                            | Horboden (Lage)                                        | Chirel                            | Fussgängerbrücke | 2010     | 23         | 839          | Nach dem Hochwasser 2005 neu erstellt Wanderweg |
| | Schwandbachbrücke                                | Wasen im Emmental (Lage)                               | Churzeneibach (Grünen)            | Strassenbrücke | 1870     | 8          | 814          | Geschütztes Kulturobjekt Erneuert 1985 |
| | Kemmeribodenbrücke                               | Schangnau (Lage)                                       | Emme                              | Strassenbrücke mit Trottoir | 2009     | 26         | 976          | Ersetzte Betonbrücke von 1928, die ihrerseits eine gedeckte Holzbrücke von 1880 ersetzte |
| | Schwandbrücke                                    | Schangnau (Lage)                                       | Emme                              | Strassenbrücke | 1985     | 21         | 956          | |
| | Stegmattbrücke                                   | Schangnau (Lage)                                       | Emme                              | Strassenbrücke | 1987     | 21         | 901          | |
| | Neue Mühlebrücke                                 | Schangnau (Lage)                                       | Emme                              | Strassenbrücke | 1998     | 25         | 861          | Ersetzte erste «Hüslibrugg» von 1866, die im Jahr 2000 an den Beutlerschwandgraben versetzt wurde |
| | Räbenbrücke                                      | Schangnau (Lage)                                       | Emme                              | Strassenbrücke (ehemalig), dient seit dem Bau einer nebenstehenden Betonbrücke Fussgängern und Velofahrern                                                  | 1892     | 28         | 841          | |
| | Buchschachenbrücke                               | Eggiwil (Lage)                                         | Emme                              | Strassenbrücke | 1996     | 35         | 745          | |
| | Dieboldswilbrücke                                | Eggiwil (Lage)                                         | Emme                              | Strassenbrücke (ehemalig), dient seit dem Bau einer nebenstehenden Betonbrücke 2010 Fussgängern und Velofahrern                                             | 1887     | 36         | 718          | Denkmalgeschützt |
| | Horbenbrücke                                     | Eggiwil (Lage)                                         | Emme                              | Strassenbrücke, dient seit dem Bau einer nebenstehenden Betonbrücke 2007 Lokalverkehr und Fussgängern und Velofahrern                                       | 1834     | 45         | 710          | Denkmalgeschützt Als erste Bogenbrücke des Emmentals auch die älteste Emmebrücke oberhalb von Burgdorf |
| | Aeschaubrücke                                    | Signau – Eggiwil (Lage)                                | Emme                              | Strassenbrücke | 1900     | 41         | 694          | Denkmalgeschützt |
| | Bubeneibrücke                                    | Schüpbach (Lage)                                       | Emme                              | Strassenbrücke mit Trottoir | 1988     | 50         | 680          | Ersetzte alte Bubeneibrücke von 1837, die 1991 3 km flussabwärts in die Brunnmatt versetzt wurde |
| | Schüpbachbrücke                                  | Schüpbach (Lage)                                       | Emme                              | Strassenbrücke mit Trottoirs, seit der Eröffnung der Umfahrung Signau 1979 dient sie dem lokalen Verkehr                                                    | 1839     | 54         | 671          | Denkmalgeschützt Renoviert 1934 und 1986. Weitest gespannte Holzbrücke der Schweiz, die noch unter der Verkehrsbelastung von 28 Tonnen steht. Die erste Brücke an dieser Stelle wurde 1550 gebaut und war die erste befahrbare Brücke im Emmental. |
| | Brunnmattbrücke (alte Bubeneibrücke)             | Lauperswil – Schüpbach (Lage)                          | Emme                              | Strassenbrücke (ehemalig), dient am heutigen Standort Fussgängern                                                                                           | 1837     | 40         | 653          | Geschütztes Kulturobjekt Umbauten 1940 und 1983. 1991 von Bubenei 3 km flussabwärts an den heutigen Standort versetzt. Brücke kann für besondere Anlässe gemietet werden. |
| | Gohlhausbrücke                                   | Lützelflüh (Lage)                                      | Emme                              | Strassenbrücke (ehemalig), dient am heutigen Standort Fussgängern und Velofahrern                                                                           | 1846     | 62         | 591          | Denkmalgeschützt Nach dem Bau einer nebenstehenden Betonbrücke im Jahr 2000 um rund 45 Meter flussaufwärts an den heutigen Standort verschoben. Geplant 1843, erstellt 1846, verstärkt 1942 und 1982. Ersetzte Brücke von 1584, die 1837 dem Hochwasser zum Opfer fiel. |
| | Winterseybrücke                                  | Hasle bei Burgdorf – Rüegsau (Lage)                    | Emme                              | Strassenbrücke, dient am heutigen Standort vor allem Fussgängern und Velofahrern                                                                            | 1839     | 69         | 568          | Denkmalgeschützt Nach dem Bau einer Betonbrücke 1955 abgebrochen und 1957/58 800 m flussabwärts wieder aufgebaut. Mit einer Bogenspannweite von 60 Meter die längste Holzbogen-Spannbrücke Europas. 1997 Schindeldach ersetzt Ersetzte Steg von 1763, der 1837 dem Hochwasser zum Opfer fiel. |
| | Neumattbrücke («Schwingersteg»)                  | Burgdorf (Lage)                                        | Emme                              | Fussgänger- und Velobrücke | 2013     | 69         | 525          | Mit einer Spannweite von 59 Meter ist sie die grösste frei gespannte Fachwerkholzbrücke der Schweiz. |
| | Goldiwilbrücke                                   | Adelboden (Lage)                                       | Entschlige                        | Fussgängerbrücke | 1989     | 10         | 1313         | Wanderweg |
| | Grantibrücke                                     | Frutigen (Lage)                                        | Entschlige                        | Fussgängerbrücke | 1905     | 23         | 849          | Allgemeines Fahrverbot Geschütztes Kulturobjekt 1974 bei Hochwasser umgelegt, nach gründlicher Sanierung wieder aufgebaut Wanderweg |
| | Geisseggbrücke                                   | Horrenbach-Buchen – Innereriz (Lage)                   | Fallbach (Zulg)                   | Strassenbrücke mit abgetrenntem Trottoir | 2002     | 13         | 1042         | Der Neubau ersetzte eine baufällige Beton-Trogbrücke. |
| | Wasserbrücke                                     | Zwischenflüh (Lage)                                    | Fildrich                          | Fussgängerbrücke | 1986     | 11         | 1033         | Wanderweg |
| | Underwasserbrücke                                | Innertkirchen (Lage)                                   | Gadmerwasser                      | Strassenbrücke (ehemalig), dient seit dem Bau einer nebenstehenden Betonbrücke Fussgängern und Velofahrern                                                  | 1869     | 28         | 624          | Allgemeines Fahrverbot Wanderweg |
| | Geissbachbrücke                                  | Eggiwil (Lage)                                         | Geissbach (Emme)                  | Fussgängerbrücke | 1990     | 9          | 745          | |
| | Murbrücke                                        | Sumiswald (Lage)                                       | Grüene                            | Strassenbrücke | 1937     | 10         | 705          | Ersetzte baufällige Brücke Verstärkt 1968 |
| | Forstsägebrücke                                  | Wattenwil – Forst (Lage)                               | Gürbe                             | Strassenbrücke mit Trottoir | 1992     | 24         | 621          | |
| | Horrenbachbrücke                                 | Horrenbach (Lage)                                      | Horrenbach (Zulg)                 | Strassenbrücke | 1940     | 18         | 954          | |
| | Steinbachbrücke                                  | Trubschachen (Lage)                                    | Ilfis                             | Strassenbrücke mit Trottoirs | 1891     | 24         | 738          | Nach der Sanierung 2015 ist die neue Fahrbahn selbsttragend. Die seitlichen Fachwerke dienen nur noch als Träger des Daches und prägen das visuelle Bild der Brücke. |
| | Krümpelbrücke                                    | Trubschachen (Lage)                                    | Ilfis                             | Fussgänger- und Velobrücke, kann im Notfall auch von kleinen Fahrzeugen überquert werden                                                                    | 1986     | 26         | 726          | |
| | Ramserenbrücke                                   | Bärau (Lage)                                           | Ilfis                             | Strassenbrücke | 1793     | 29         | 709          | Geschütztes Kulturobjekt Älteste pfeilerlose Holzbrücke im Emmental Erneuert 1938 und 1984, saniert 2017 |
| | Moosbrücke («Bädlibrücke»)                       | Langnau im Emmental (Lage)                             | Ilfis                             | Strassenbrücke (ehemalig), dient am heutigen Standort Fussgängern und Velofahrern                                                                           | 1797     | 20         | 685          | Denkmalgeschützt 1974 wurde die Brücke um 500 Meter flussaufwärts versetzt und instand gesetzt. |
| | Staatswald-Steg                                  | Walliswil bei Wangen (Lage)                            | Inkwiler Seebach Zufluss          | Fussgängerbrücke |          | 5          | 480          | |
| | Alte Steinbachbrücke                             | Sangernboden (Lage)                                    | Kalte Sense                       | Strassenbrücke (ehemalig), dient seit dem Bau einer nebenstehenden Betonbrücke 1981 Fussgängern                                                             | 1893     | 27         | 1032         | Geschütztes Kulturobjekt 1933 wurde die Brücke zerlegt und mit verschiedenen Verstärkungen wieder aufgebaut. |
| | Reckentalbrücke                                  | Kandergrund (Lage)                                     | Kander                            | Strassenbrücke | 2006     | 22         | 813          | Ersetzte offene Balkenbrücke, die beim Hochwasser 2005 weggerissen wurde. |
| | Reudlenbrücke (Alte Strasse)                     | Reichenbach im Kandertal (Lage)                        | Kander                            | Strassenbrücke (einspurig) mit Trottoirs | 1837     | 22         | 710          | 1983 erfolgten Reparaturen und Sanierungen an der durch Unfall eingedrückten Brücke. Verbot für Motorwagen und Motorräder: Zubringerdienst gestattet Höchstgeschwindigkeit 40 km/h, Höchstgewicht 28 t Innerhalb der Brücke befinden sich ein Briefkasten, eine Sitzbank und Abfallcontainer. Wanderweg |
| | Schützenbrücke                                   | Reichenbach im Kandertal (Lage)                        | Kander                            | Strassenbrücke (einspurig) | 1944     | 30         | 701          | Gebaut durch Sappeure Sackgasse Wanderweg |
| | Innere Wynigenbrücke                             | Burgdorf (Lage)                                        | Kleine Emme (Emme)                | Strassenbrücke (ehemalig), dient seit 1959 Fussgängern und Velofahrern                                                                                      | 1776     | 47         | 537          | Denkmalgeschützt 1959 wenige Meter flussaufwärts an den heutigen Standort verschoben. Älteste noch vorhandene Brücke im Emmental. Brücke überquert auch den Schützemattweg (Veloland-Route 24 Emmental–Entlebuch). |
| | Kleine Simme-Brücke («Hans-Jörg Pfister»-Brücke) | Zweisimmen (Lage)                                      | Kleine Simme                      | Fussgängerbrücke |          | 14         | 929          | Hinweistafel der Verkehrskommission und Bauamt Zweisimmen: Gewidmet aus Dankbarkeit für die geleisteten Dienste 1990–1996, Hans-Jörg Pfister, Gemeinderat |
| | Lammsbrücke                                      | Habkern (Lage)                                         | Lammbach (Traubach oder Troubach) | Strassenbrücke (ehemalig), seit den Bau einer nebenstehenden Betonbrücke 1979 wird sie gelegentlich als Abstellraum für landwirtschaftliche Geräte benützt. | 1832     | 26         | 1124         | Repariert 1916 Satteldach mit Wellblech |
| | Gsteigbrücke                                     | Wilderswil – Gsteigwiler (Lage)                        | Lütschine                         | Strassenbrücke (einspurig) | 1738     | 19         | 588          | Das Bauwerk ist denkmalgeschützt. Verstärkt 1961, ruht seither auf unsichtbaren Eisenträgern. Seit dem Umbau zur Hubbrücke im Jahr 2008 kann die historische Brücke bei Hochwasser hydraulisch um 1,20 m angehoben werden. An den Ecken der Brückenkonstruktion sind die Hebeanlagen zu erkennen. Höchstgewicht 3,5 t, Höchsthöhe 2,5 m Wanderweg |
| | Änderbergbrücke                                  | Matten bei Interlaken – Bönigen (Lage)                 | Lütschine                         | Strassenbrücke (einspurig) mit schmalen Trottoirs | 1942     | 21         | 579          | Ersetzte sehr alte «Hüslibrugg» Höchstgeschwindigkeit 20 km/h, Höchstgewicht 9 t, Höchsthöhe 3 m Wanderweg |
| | Mühlebrücke («Brücke zu Lützelflüh»)             | Lützelflüh (Lage)                                      | Gewerbekanal (Emme)               | Strassenbrücke (ehemalig), dient heute Fussgängern | 1584     | 11         | 587          | Nach dem Bau einer Eisengitterbrücke über die Emme wurde die Jochbrücke 1902 abgerissen. Ein Drittel der Holzbrücke wurde als Remise an den heutigen Standort versetzt. Die verlotterte Remise wurde 1996 zerlegt und als Fussgängerbrücke wiederaufgebaut mit der Installation von zwei Schaukeln. |
| | Rambachbrücke                                    | Oberei (Lage)                                          | Rambach (Röthenbach)              | Fussgängerbrücke | 1987     | 10         | 937          | Kleinste aller Emmentaler Holzbrücken |
| | Dörflibrücke                                     | Eggiwil (Lage)                                         | Röthenbach (Emme)                 | Strassenbrücke mit abgetrenntem Trottoir | 1984     | 31         | 737          | Ersetze erste «Hüslibrugg» von 1855 |
| | Moosfangbrücke                                   | Gstaad (Lage)                                          | Saane                             | Fussgängerbrücke | 1970     | 11         | 1052         | Allgemeines Fahrverbot Ersetzte offenen Steg, den Hochwasser zerstörte. |
| | Reitzentrum-Brücke                               | Gstaad (Lage)                                          | Saane                             | Fussgänger- und Velobrücke | 2010     | 26         | 1027         | Fahrverbot für Motorwagen, Motorräder und Motorfahrräder: Betreiber Reitzentrum gestattet Höchstgewicht 3,5 t, Höchsthöhe 2,85 m, Höchstbreite 2,5 m |
| | Campingbrücke Saanen (Oeyetlisteg)               | Saanen (Lage)                                          | Saane                             | Fussgänger- und Velobrücke | 2020     | 23         | 1016         | Ersetzte gedeckte Holzbrücke von 1972. |
| | Gümmenenbrücke                                   | Ferenbalm – Mühleberg (Lage)                           | Saane                             | Strassenbrücke (ehemalig), dient seit dem Bau einer nebenstehenden Betonbrücke 1959 Fussgängern                                                             | 1555     | 100        | 476          | Denkmalgeschützt Eine der wertvollsten Brücken der Schweiz. |
| | Saxetenbrücke                                    | Wilderswil (Lage)                                      | Saxetbach                         | Fussgängerbrücke |          | 16         | 620          | Wanderweg |
| | Mühlegässli-Brücke                               | Oberbalm – Oberscherli (Lage)                          | Scherlibach (Sense)               | Strassenbrücke | 1890     | 17         | 698          | Die Brücke bleibt infolge Einsturzgefahr bis auf weiteres für motorisierte Fahrzeuge gesperrt. |
| | Scherligraben-Brücke                             | Oberbalm – Niederscherli (Lage)                        | Scherlibach (Sense)               | Strassenbrücke | 1880     | 16         | 641          | Saniert 1998, erneuert 2008 |
| | Courtelary-Brücke                                | Courtelary (Lage)                                      | Schüss                            | Strassenbrücke (ehemalig), dient heute Fussgängern |          | 14         | 687          | Fahrverbot für Motorwagen, Motorräder und Motorfahrräder Metallpoller dienen als Durchfahrtssperre. Wanderweg |
| | Pfanglibrücke                                    | Lütschental (Lage)                                     | Schwarze Lütschine                | Strassenbrücke (ehemalig), dient heute Fussgängern und zeitweise als Lagerplatz für Holz                                                                    | 1869     | 20         | 734          | |
| | Gündlischwandbrücke                              | Zweilütschinen (Lage)                                  | Schwarze Lütschine                | Strassenbrücke (einspurig) | 2000     | 18         | 654          | Fahrverbot für Motorwagen |
| | Rütiplötschbrücke                                | Rüschegg (Lage)                                        | Schwarzwasser (Sense)             | Strassenbrücke mit Trottoirs | 1937     | 38         | 754          | Alte Holzbrücke wurde 1936 vom Hochwasser weggerissen. |
| | Steiglenausteg (Burgbachsteg)                    | Lanzenhäusern – Hinterfultigen (Lage)                  | Schwarzwasser (Sense)             | Fussgängerbrücke | 2014     | 28         | 640          | Ersetzte offene Holzbrücke, die 2010 vom Hochwasser weggerissen wurde. |
| | Rütigrundbrücke                                  | Rüschegg – Riggisberg (Lage)                           | Seligraben (Biberze)              | Strassenbrücke mit Trottoirs | 1865     | 23         | 813          | Erneuert 1934, saniert 2001 |
| | Sodbachbrücke                                    | St. Antoni (FR) – Wahlern (Lage)                       | Sense                             | Strassenbrücke (ehemalig), dient seit dem Bau einer nebenstehenden Betonbrücke 1979 Fussgängern                                                             | 1867     | 46         | 652          | Denkmalgeschützt Interkantonale Brücke (Kantonsgrenze Freiburg – Bern) |
| | Harrissteg                                       | Albligen – Wahlern (Lage)                              | Sense                             | Fussgängerbrücke | 1987     | 31         | 628          | Ersetzte Fussgängersteg von 1810, der seit 1956 nicht mehr begehbar war. |
| | Ruchmühlebrücke                                  | Albligen – Lanzenhäusern (Lage)                        | Sense                             | Strassenbrücke mit Trottoirs | 1977     | 40         | 616          | Ersetzte «Hüslibrugg» von 1886 |
| | Riedernbrücke                                    | Ueberstorf (FR) – Thörishaus (Lage)                    | Sense                             | Strassenbrücke | 1951     | 48         | 558          | Renoviert 1982 und 2005 Ersetzte Jochbrücke von 1926 Interkantonale Brücke (Kantonsgrenze Freiburg – Bern) |
| | Schlegelholzbrücke                               | Blankenburg (Lage)                                     | Simme                             | Strassenbrücke | 1968     | 17         | 951          | Ersetzte offene Holzbrücke von 1944 Höchstgewicht 20 t, Höchsthöhe 3,8 m |
| | Hofbrücke                                        | Blankenburg (Lage)                                     | Simme                             | Fussgängerbrücke | 1880 ca. | 14         | 946          | Wanderweg |
| | Lischerebrücke                                   | Zweisimmen (Lage)                                      | Simme                             | Strassenbrücke, dient lokalem Verkehr | 1841 ca. | 15         | 931          | |
| | Littisbach-Brücke                                | Littisbach (Lage)                                      | Simme                             | Fussgänger- und Velobrücke |          | 28         | 852          | |
| | Weissenbachbrücke                                | Weissenbach (Lage)                                     | Simme                             | Strassenbrücke | 1857     | 21         | 841          | |
| | Aegertibrücke                                    | Boltigen (Lage)                                        | Simme                             | Strassenbrücke | 1989     | 17         | 816          | Ersetzte erste «Hüslibrugg» von 1851 |
| | Mattenbrücke                                     | Boltigen (Lage)                                        | Simme                             | Strassenbrücke | 1981     | 19         | 808          | Ersetzte über hundert Jahre alte «Hüslibrugg» |
| | Pfaffenriedbrücke                                | Oberwil im Simmental (Lage)                            | Simme                             | Strassenbrücke | 1899     | 17         | 798          | |
| | Tächenbrücke (Heideweidlibrücke)                 | Oberwil im Simmental (Lage)                            | Simme                             | Strassenbrücke | 1957     | 21         | 782          | |
| | Brüggmatte-Brücke                                | Oberwil im Simmental (Lage)                            | Simme                             | Strassenbrücke | 1940     | 21         | 762          | |
| | Weissenburgbrücke                                | Weissenburg im Simmental – Oberwil im Simmental (Lage) | Simme                             | Strassenbrücke | 2019     | 20         | 741          | Ersetzte «Hüslibrücken» von 1741 und 1936 |
| | Chlosterbrücke                                   | Därstetten (Lage)                                      | Simme                             | Strassenbrücke | 1945     | 22         | 722          | Ersetzte alten Übergang, der 1944 bei Hochwasser weggerissen wurde |
| | Ringoldingenbrücke                               | Ringoldingen (Lage)                                    | Simme                             | Strassenbrücke | 1934     | 21         | 697          | |
| | Brodhüsibrücke                                   | Wimmis (Lage)                                          | Simme                             | Fussgänger- und Velobrücke | 2008     | 45         | 608          | Ersetzte Steg, der beim Hochwasser 2005 weggerissen wurde |
| | Reutigen-Brücke                                  | Wimmis (Lage)                                          | Simme                             | Fussgänger- und Velobrücke | 1989     | 108        | 616          | |
| | Suldbrücke                                       | Reichenbach im Kandertal – Aeschiried (Lage)           | Suld                              | Fussgängerbrücke |          | 16         | 958          | Übergang ist nicht behindertengerecht (Treppen) Bergwanderweg |
| | Sidelenbrücke (ehemals Fuhrenbrücke)             | Trub (Lage)                                            | Trueb                             | Strassenbrücke mit Trottoirs, dient am heutigen Standort als Übergang zum Pistolenschiessstand des Truber Schützenvereins.                                  | 1808     | 14         | 783          | Denkmalgeschützt Nach dem Bau einer Betonbrücke wurde die Fuhrenbrücke 1972 rund zwei Kilometer flussabwärts hierher versetzt. |
| | Oelibrücke                                       | Trubschachen (Lage)                                    | Trueb                             | Strassenbrücke mit Trottoirs | 1891     | 28         | 743          | Geschütztes Kulturobjekt Hochwasserfluten unterspülten 1927 die Widerlager und brachten die Brücke zum Kippen. Verstärkt 2002 |
| | Urtenensteg                                      | Urtenen-Schönbühl (Lage)                               | Urtene                            | Fussgängerbrücke | 19. Jh.  | 10         | 524          | |
| | Längenrüpp-Brücke                                | Urtenen-Schönbühl (Lage)                               | Urtene                            | Fussgängerbrücke | 1986     | 13         | 523          | Fahrverbot für Motorwagen, Motorräder und Motorfahrräder Schranke dient als Durchfahrtssperre. Wanderweg |
| | In der Weid-Brücke (Camping Jungfrau-Brücke)     | Lauterbrunnen (Lage)                                   | Weisse Lütschine                  | Fussgängerbrücke | 1995     | 22         | 791          | |
| | Fussgängersteg bei Eyelti                        | Lauterbrunnen (Lage)                                   | Weisse Lütschine                  | Fussgängerbrücke | 2023     | 18         | 785          | Wanderweg |
| | Kirchtreppen-Brücke (Kirchbrücke)                | Erlenbach im Simmental (Lage)                          | Wildenbach (Simme)                | Fussgängerbrücke | 1816     | 20         | 718          | Stark geneigte Holzbrücke mit 58 Treppenstufen, umfassend restauriert 1975. Geschütztes Kulturobjekt |
| | Wühribrücke                                      | Teuffenthal – Horrenbach-Buchen (Lage)                 | Wüeribach (Zulg)                  | Strassenbrücke | 2017     | 14         | 839          | Holzbrücke ersetzte baufällige Betonbrücke. Wanderweg |
| | Wüstenbachbrücke                                 | Oberwil im Simmental (Lage)                            | Wüestebach (Simme)                | Strassenbrücke mit Trottoirs | 1986     | 12         | 839          | Ersetzte erste «Hüslibrugg» von 1788 Höchstgewicht 28 t, Höchsthöhe 3,7 m, Höchstbreite 2,3 m Wanderweg |
| | Koppisbrücke                                     | Horrenbach-Buchen – Eriz (Lage)                        | Zulg                              | Fussgängerbrücke | 1987     | 25         | 849          | Ersetzte erste «Hüslibrugg» von 1832, die 1986 einstürzte. |
| «Alte Brücke» von 1937 (September 2008) Zurückgebaute Brücke (November 2022) «Neue Brücke» von 2023 (Mai 2024) | Zulgbrücke (Alte Bernstrasse)                    | Steffisburg (Lage)                                     | Zulg                              | Strassenbrücke mit abgetrennten Trottoirs | 2023     | 30         | 566          | Der 2022 zurückgebaute Übergang von 1937 wurde 2023 durch eine identische Brücke ersetzt. Die Eröffnung für den Auto- und Veloverkehr erfolgte am 18. Dezember 2023. |

### Kanton Freiburg
- 15 Brücken: Acht Strassen- und sieben Fussgängerbrücken.

| Bild | Name der Brücke                        | Ort(e) (Lage)                       | Flussquerung              | Nutzung                                                                          | Baujahr        | Länge in m | Höhe m ü. M. | Bemerkungen |
| --- | -------------------------------------- | ----------------------------------- | ------------------------- | -------------------------------------------------------------------------------- | -------------- | ---------- | ------------ | --- |
| | Trois-Lac-Brücke                       | Sugiez – Ins (BE) (Lage)            | Broye-Hauptkanal          | Fussgänger- und Velobrücke                                                       |                | 10         | 430          | Interkantonale Brücke (Kantonsgrenze Freiburg – Bern) |
| | Galterntor-Brücke                      | Freiburg (Lage)                     | Galtera                   | Fussgängerbrücke                                                                 | 13. Jh.        | 40         | 538          | Die Stadtbefestigungen sind denkmalgeschützt. |
| | Mündungs-Brücke                        | Freiburg (Lage)                     | Galtera                   | Fussgängerbrücke                                                                 | 13. Jh.        | 15         | 536          | |
| | Höllbachbrücke                         | Cerniat – Plasselb (Lage)           | Höllbach (Ärgera)         | Strassenbrücke                                                                   | 2014           | 17         | 1199         | Ersetzte gedeckte Holzbrücke von 1939, die 2013 durch Brandstiftung zerstört wurde. Fahrverbot für Motorwagen, Motorräder und Motorfahrräder: Land- und Forstwirtschaft oder mit Ausweis gestattet Sprachgrenze zwischen dem französischsprachigen (Cerniat) und dem deutschsprachigen (Plasselb) Teil der Schweiz.                                                                                      |
| | Javro-Brücke                           | Charmey – Cerniat (Lage)            | Javro                     | Fussgänger- und Velobrücke                                                       |                | 32         | 965          | Allgemeines Fahrverbot Verbot für Tiere (Pferd) Mountainbikeland-Route 2 Panorama Bike (Etappe 12 Schwarzsee–Charmey) Wanderweg |
| | Beaucu-Brücke (Notre-Dame des Grâces)  | Albeuve (Lage)                      | Momont (Saane)            | Strassenbrücke                                                                   | Anfang 20. Jh. | 9          | 980          | Renoviert 1930 und 1998 Die Kapellenbrücke beherbergt eine Statue der Notre-Dame des Grâces von 1821. Höchstgeschwindigkeit 30 km/h Wanderweg |
| Bild gesucht Die Wikipedia wünscht sich an dieser Stelle ein Bild vom Ort mit diesen Koordinaten 46.538172 7.064575 . Motiv: Grande Eau-Brücke Falls du dabei helfen möchtest, erklärt die Anleitung , wie das geht. BW | Loyettes-Brücke                        | Villars-sous-Mont (Lage)            | Rio di Prâ (Saane)        | Fussgängerbrücke                                                                 | 2022           | 14         | 821          | Wanderweg |
| | Lessoc-Brücke                          | Montbovon – Lessoc (Lage)           | Saane                     | Strassenbrücke, dient heute vor allem Fussgängern                                | 1667           | 14         | 780          | Das Bauwerk ist denkmalgeschützt. Eine der ältesten Holzbrücken der Schweiz, älteste Brücke im Kanton Freiburg. |
| | Châtelet-Brücke («Le Pont qui branle») | Epagny (Lage)                       | Saane                     | Strassenbrücke, dient heute vor allem Fussgängern und Velofahrern                | 1820           | 32         | 699          | Das Bauwerk ist denkmalgeschützt. Vor der umfassenden Renovation in 1983 schwankte die «Wackelbrücke» beim Darüberfahren. Fahrverbot für Motorwagen, Motorräder und Motorfahrräder: Anwohner sowie land- und forstwirtschaftlicher Verkehr gestattet Wanderland-Route 3 Alpenpanorama-Weg (Etappe 21 Jaun–Gruyères) und Route 81 Fribourg en diagonale (Etappe 1 Gruyères–Bulle)                         |
| | Bernbrücke (Pont de Berne)             | Freiburg (Lage)                     | Saane                     | Strassenbrücke                                                                   | 1653           | 41         | 538          | Das Bauwerk ist denkmalgeschützt. Sprachgrenze zwischen dem französischsprachigen (linke Flussseite) und dem deutschsprachigen (rechte Flussseite) Teil der Schweiz. Höchstgewicht 12 t, Höchsthöhe 2,8 m Wanderland-Route 4 ViaJacobi (Etappe 13 Schwarzenburg–Fribourg), Route 78 Freiburger Voralpenweg (Etappe 1 Fribourg–Plaffeien) und Route 269 Gorges du Gottéron (Fribourg–Ameismühle–Fribourg) |
| | Sodbachbrücke                          | St. Antoni – Wahlern (BE) (Lage)    | Sense                     | Strassenbrücke (ehemalig), dient seit dem Bau einer Betonbrücke 1979 Fussgängern | 1867           | 43         | 652          | Das Bauwerk ist denkmalgeschützt. Interkantonale Brücke (Kantonsgrenze Freiburg – Bern) Wanderland-Route 4 ViaJacobi (Etappe 13 Schwarzenburg–Fribourg) |
| | Riedernbrücke                          | Ueberstorf – Thörishaus (BE) (Lage) | Sense                     | Strassenbrücke                                                                   | 1951           | 48         | 558          | Renoviert 1982 und 2005 Ersetzte Jochbrücke von 1926 Interkantonale Brücke (Kantonsgrenze Freiburg – Bern) Höchstgeschwindigkeit 80 km/h, Höchstgewicht 3,5 t, Höchsthöhe 3,2 m Veloland-Route 299 Herzschlaufe Sense (Laupen–Plaffeien–Laupen) |
| | Taouna-Brücke                          | Grandvillard (Lage)                 | Taouna (Saane)            | Fussgängerbrücke                                                                 | 2006           | 14         | 769          | |
| | Passerelle des Buissons                | Bulle (Lage)                        | Trême                     | Fussgänger- und Velobrücke                                                       | 2022           | 30         | 756          | |
| | Péralla-Brücke                         | Châtel-Saint-Denis (Lage)           | Veveyse de Châtel (Rhone) | Strassenbrücke mit abgetrenntem Trottoir                                         | 1995           | 21         | 821          | Vortritt vor dem Gegenverkehr (Lastwagen, Fahrtrichtung Nord) Dem Gegenverkehr Vortritt lassen (Lastwagen, Fahrtrichtung Süd) Höchstgeschwindigkeit 50 km/h Wanderweg |

### Kanton Genf
- Vier Brücken: Zwei Fussgängerbrücken, eine Strassen- und eine Eisenbahnbrücke.

| Bild | Name der Brücke                  | Ort(e) (Lage)                | Flussquerung | Nutzung                    | Baujahr | Länge in m | Höhe m ü. M. | Bemerkungen                      |
| ---- | -------------------------------- | ---------------------------- | ------------ | -------------------------- | ------- | ---------- | ------------ | -------------------------------- |
|      | CEVA-Brücke (Pont des Artisanes) | Carouge – Genf (Lage)        | Arve         | Eisenbahnbrücke            | 2016    | 87         | 385          | Stahl-Fachwerkbrücke             |
|      | Hans-Wilsdorf-Brücke             | Plainpalais – Genf (Lage)    | Arve         | Strassenbrücke             | 2012    | 85         | 375          | Stahlbeton mit Eisenkonstruktion |
|      | Bis-Brücke                       | Lully – Perly-Certoux (Lage) | Laire        | Fussgänger- und Velobrücke | 2010    | 35         | 413          |                                  |
|      | Colline-Brücke                   | Lancy (Lage)                 | Laire        | Fussgängerbrücke           | 2008    | 28         | 380          |                                  |

### Kanton Graubünden
- 31 Brücken: 19 Strassen-, 10 Fussgängerbrücken, eine Eisenbahn- und eine Hausbrücke.

| Bild | Name der Brücke                      | Ort(e) (Lage)                    | Querung                      | Nutzung                                                                                      | Baujahr  | Länge in m | Höhe m ü. M. | Bemerkungen |
| --- | ------------------------------------ | -------------------------------- | ---------------------------- | -------------------------------------------------------------------------------------------- | -------- | ---------- | ------------ | --- |
| | Frevgias-Brücke                      | Filisur (Lage)                   | Albula                       | Strassenbrücke                                                                               | 1900 ca. | 19         | 1023         | Brücke ersetzte offene Holzbrücke von 1889                                                                                  |
| | Alvaneu Bad-Brücke                   | Filisur – Alvaneu Bad (Lage)     | Albula                       | Fussgängerbrücke                                                                             | 1875     | 18         | 937          | Denkmalgeschützt |
| | Holzbrücke unterhalb Camping Bodhi   | Andeer – Ausserferrera (Lage)    | Averser Rhein                | Fussgängerbrücke                                                                             |          | 30         | 1215         | |
| | Belforttobelbrücke                   | Brienz/Brinzauls (Lage)          | Belforttobel                 | Strassenbrücke                                                                               | 1915     | 27         | 1088         | Ersetzte steinernen Übergang von 1870 Höchstgeschwindigkeit 80 km/h, Höchstgewicht 18 t, Höchsthöhe 3,5 m                   |
| | Cafridaweg-Brücke                    | Conters im Prättigau (Lage)      | Cafridabach (Landquart)      | Strassenbrücke                                                                               |          | 15         | 1190         | Fahrverbot für Motorwagen und Motorräder Bergwanderweg                                                                      |
| | Eggatobel-Brücke                     | Churwalden (Lage)                | Eggatobelbach (Rabiusa)      | Strassenbrücke (ehemalig), dient seit dem Bau einer Betonbrücke in 1940 nur noch Fussgängern | 1840     | 24         | 1143         | Älteste gedeckte Holzbrücke in Graubünden, renoviert 1990/91 Wanderland-Route 64 ViaSett (Etappe 1 Chur–Lenzerheide)        |
| | Sapüner-Brücke                       | Langwies (Lage)                  | Fondeier Bach (Sapünerbach)  | Strassenbrücke (ehemalig), dient seit dem Bau einer Betonbrücke nur noch Fussgängern         | 1907     | 19         | 1428         | Wanderland-Route 35 Walserweg (Etappe 16 Arosa–Langwies) und Route 43 Jakobsweg Graubünden (Etappe 9 Davos Dorf–Langwies)   |
| | Fundognbrücke                        | Donat (Lage)                     | Fundogn (Hinterrhein)        | Strassenbrücke                                                                               | 1939     | 24         | 1051         | Verbot für Anhänger: Land- und forstwirtschaftlicher Verkehr gestattet Höchstgewicht 18 t, Höchstbreite 2,3 m               |
| | Holzbrücke Silgin                    | Lumbrein-Silgin (Lage)           | Glenner                      | Fussgängerbrücke                                                                             | 1880     | 22         | 1137         | |
| | Holzbrücke Vignogn                   | Vignogn – Surcasti (Lage)        | Glenner                      | Fussgängerbrücke                                                                             | 1897     | 12         | 986          | |
| | Tambobrücke                          | Medels (Lage)                    | Hinterrhein                  | Strassenbrücke                                                                               | 1938     | 34         | 1474         | Ersetzte offene Holzbrücke, die 1937 bei Hochwasser zerstört wurde                                                          |
| | Alte Crestawaldbrücke                | Sufers (Lage)                    | Hinterrhein                  | Strassenbrücke, dient vorwiegend Fussgängern und Velofahrern, sowie der Landwirtschaft       | 1916     | 20         | 1349         | |
| | Mutbrücke Rofla                      | Andeer (Lage)                    | Hinterrhein                  | Fussgängerbrücke                                                                             | 1939     | 18         | 1190         | Ersetzte alte «Hüslibrugg» Die Brücke ist 2020 ins Flussbett gestürzt, sie ist kaum mehr zu retten.                         |
| | Roflaschluchtbrücke                  | Andeer (Lage)                    | Hinterrhein                  | Fussgängerbrücke                                                                             | 1917     | 15         | 1101         | |
| | Seebrücke Bärenburg                  | Andeer (Lage)                    | Hinterrhein                  | Fussgängerbrücke                                                                             | 2020     | 43         | 1085         | |
| | Hinterrheinbrücke                    | Andeer (Lage)                    | Hinterrhein                  | Strassenbrücke, dient heute vor allem Fussgängern und Velofahrern                            | 1856     | 47         | 980          | |
| Bild gesucht Die Wikipedia wünscht sich an dieser Stelle ein Bild vom Ort mit diesen Koordinaten 46.74874 10.07996 . Motiv: Innbrücke Susch Falls du dabei helfen möchtest, erklärt die Anleitung , wie das geht. BW               | Innbrücke Susch                      | Susch (Lage)                     | Inn                          | Strassenbrücke mit Trottoirs                                                                 | 1850 ca. | 24         | 1424         | |
| | Innbrücke Lavin                      | Lavin (Lage)                     | Inn                          | Strassenbrücke                                                                               | 1921     | 38         | 1387         | Ersetzte Steinbrücke von 1864                                                                                               |
| | Innbrücke Scuol                      | Scuol (Lage)                     | Inn                          | Strassenbrücke, dient heute vor allem Fussgängern und Velofahrern                            | 1878     | 46         | 1182         | Denkmalgeschützt |
| | Innbrücke Sent                       | Sent (Lage)                      | Inn                          | Strassenbrücke                                                                               | 1868     | 61         | 1114         | Denkmalgeschützt Längste noch bestehende Holzbrücke in Graubünden Die alte Holzbrücke wurde 1868 bei Hochwasser weggerissen |
| Bild gesucht Die Wikipedia wünscht sich an dieser Stelle ein Bild vom Ort mit diesen Koordinaten 46.83548 10.40812 . Motiv: Resgia-Brücke Falls du dabei helfen möchtest, erklärt die Anleitung , wie das geht. BW                 | Resgia-Brücke                        | Ramosch (Lage)                   | Inn                          | Strassenbrücke mit Trottoir                                                                  | 1990     | 46         | 1090         | |
| | Sclamischot-Brücke                   | Strada (Lage)                    | Inn                          | Strassenbrücke                                                                               | 1990     | 40         | 1053         | |
| | RhB-Landquartbrücke IV (Maag-Brücke) | Klosters Platz (Lage)            | Landquart                    | Eisenbahnbrücke                                                                              | 1993     | 77         | 1191         | Beton-Fachwerkbrücke (Warren-Träger)                                                                                        |
| | Rütiweg-Brücke                       | Saas im Prättigau (Lage)         | Landquart                    | Fussgängerbrücke                                                                             | 2008     | 28         | 901          | Ersetzte Brücke, die beim Hochwasser 2005 zerstört wurde                                                                    |
| | Peilerbrücke                         | Vals (Lage)                      | Peiler Bach (Valser Rhein)   | Fussgängerbrücke                                                                             | 1994     | 17         | 1260         | Wanderweg |
| | Trinkhalle Passugg-Brücke            | Passugg (Lage)                   | Rabiosa                      | Hausbrücke                                                                                   | 1949     | 20         | 787          | Heimatstil-Gebäude auf einer Steinbogenbrücke                                                                               |
| | Russeintobelbrücke                   | Sumvitg – Disentis/Mustér (Lage) | Russeinerbach (Vorderrhein)  | Strassenbrücke (ehemalig), dient seit dem Bau einer Betonbrücke 1938 nur noch Fussgängern    | 1857     | 61         | 1032         | Denkmalgeschützt |
| Bild gesucht Die Wikipedia wünscht sich an dieser Stelle ein Bild vom Ort mit diesen Koordinaten 46.69583 10.10168 . Motiv: Spölbrücke Falls du dabei helfen möchtest, erklärt die Anleitung , wie das geht. BW                    | Spölbrücke                           | Zernez (Lage)                    | Spöl                         | Strassenbrücke, dient heute nur noch landwirtschaftlichen Fahrzeugen                         | 1890     | 17         | 1485         | |
| | Reischen-Brücke                      | Reischen (Lage)                  | Ual da Reschen (Hinterrhein) | Strassenbrücke                                                                               |          | 22         | 1022         | |
| | Rueuner-Brücke                       | Rueun (Lage)                     | Vorderrhein                  | Strassenbrücke, dient vorwiegend Fussgängern und Velofahrern, sowie der Landwirtschaft       | 1840     | 44         | 734          | Denkmalgeschützt |
| Bild gesucht Die Wikipedia wünscht sich an dieser Stelle ein Bild vom Ort mit diesen Koordinaten 46.327599 10.060164 . Motiv: Brücke Runchett da Sotsassa Falls du dabei helfen möchtest, erklärt die Anleitung , wie das geht. BW | Brücke Runchett da Sotsassa          | Poschiavo (Lage)                 | Seitental Runchett           | Fussgängerbrücke                                                                             | 2017     | 18         | 1075         | |

### Kanton Jura
Drei Brücken: Zwei Fussgängerbrücken und eine Strassenbrücke.
| Bild | Name der Brücke  | Ort(e) (Lage)     | Flussquerung | Nutzung          | Baujahr | Länge in m | Höhe m ü. M. | Bemerkungen                    |
| ---- | ---------------- | ----------------- | ------------ | ---------------- | ------- | ---------- | ------------ | ------------------------------ |
|      | Fussgängerbrücke | Charmoille (Lage) | Allaine      | Fussgängerbrücke |         | 6          | 526          |                                |
|      | Ravines-Brücke   | Montmelon (Lage)  | Doubs        | Strassenbrücke   | 1991    | 45         | 442          | Ersetzte Metallbrücke von 1905 |
|      | Dorfbrücke       | Bassecourt (Lage) | Sorne        | Fussgängerbrücke | 1987    | 17         | 483          |                                |

### Kanton Luzern
- 18 Brücken: 11 Strassen-, sechs Fussgängerbrücken und eine Werkbrücke.

| Bild | Name der Brücke                           | Ort(e) (Lage)                  | Flussquerung             | Nutzung                                                                                                   | Baujahr  | Länge in m | Höhe m ü. M. | Bemerkungen |
| ---- | ----------------------------------------- | ------------------------------ | ------------------------ | --- | -------- | ---------- | ------------ | --- |
|      | Farbschachenbrücke (ehemals Obflüebrücke) | Hasle – Entlebuch (Lage)       | Entlen                   | Strassenbrücke (ehemalig), dient am heutigen Standort nur noch Fussgängern                                | 1856     | 32         | 698          | Geschütztes Kulturobjekt Nach dem Bau einer Betonbrücke über die Kleine Emme wurde die historische Brücke im Jahr 2004 800 Meter südlich an die Entlen versetzt                               |
|      | Zwischenwassernbrücke                     | Hasle – Entlebuch (Lage)       | Entlen                   | Strassenbrücke (ehemalig), dient seit dem Bau einer Betonbrücke 2003 nur noch Fussgängern und Velofahrern | 1888     | 25         | 677          | Geschütztes Kulturobjekt |
|      | Holzbrücke Sempach                        | Sempach (Lage)                 | Grosse Aa (Sempachersee) | Strassenbrücke                                                                                            | 19. Jh.  | 12         | 504          | Einzig verbliebene Holzbrücke in der Gemeinde Sempach |
|      | Zinggen-Brücke                            | Hasle (Lage)                   | Kleine Emme              | Strassenbrücke                                                                                            | 1987     | 21         | 698          | Ersetzte Brücke von 1860 |
|      | Grabenbrücke                              | Hasle (Lage)                   | Kleine Emme              | Strassenbrücke, dient heute vor allem Fussgängern                                                         | 1782 ca. | 18         | 683          | Geschütztes Kulturobjekt Eine der ältesten noch im Original erhaltenen Holzbrücken im Entlebuch Die Brücke wurde 2022 grundlegend saniert.                                                    |
|      | Badbrücke                                 | Wolhusen – Werthenstein (Lage) | Kleine Emme              | Strassenbrücke                                                                                            | 2007     | 33         | 583          | Ersetzte Brücke von 1913, die beim Hochwasser 2005 zerstört wurde |
|      | Werthensteinbrücke (Dorfbrücke)           | Ruswil –Werthenstein (Lage)    | Kleine Emme              | Strassenbrücke mit seitlichem Trottoir                                                                    | 1775     | 40         | 550          | Denkmalgeschützt |
|      | Ennigerbrücke                             | Malters (Lage)                 | Kleine Emme              | Strassenbrücke                                                                                            | 2010     | 42         | 509          | Ersetzte Holzbrücke von 1904, die beim Hochwasser 2005 zerstört wurde |
|      | Luthern-Brücke                            | Hofstatt (Lage)                | Luthern                  | Fussgängerbrücke                                                                                          | 1991     | 19         | 701          | |
|      | Hergiswaldbrücke                          | Kriens (Lage)                  | Ränggbach (Kleine Emme)  | Strassenbrücke (ehemalig), dient seit dem Bau einer Betonbrücke 2012 nur noch Fussgängern und Velofahrern | 1791     | 32         | 635          | Denkmalgeschützt Älteste Holzbogenbrücke der Schweiz |
|      | Kapellbrücke mit Wasserturm               | Luzern (Lage)                  | Reuss                    | Fussgängerbrücke                                                                                          | 1333     | 205        | 434          | Denkmalgeschützt Älteste gedeckte Holzbrücke Europas |
|      | Spreuerbrücke                             | Luzern (Lage)                  | Reuss                    | Fussgängerbrücke                                                                                          | 1408     | 110        | 434          | Denkmalgeschützt |
|      | Rollentransport-Brücke                    | Perlen (Lage)                  | Reusskanal               | Werkbrücke                                                                                                | 2010 ca. | 50         | 414          | Die Brücke dient dem Transport von Papierrollen vom Papiermaschinengebäude zum Papierlager. Das Bauwerk befindet sich auf dem Areal der Papierfabrik Perlen.                                  |
|      | Gedeckte Werkbrücke                       | Perlen (Lage)                  | Reusskanal               | Werkbrücke Rohrträgerbrücke                                                                               |          | 40         | 414          | Höchstgewicht 1 t (Gabelstapler dürfen den Übergang nicht benutzen). Die Rohrträgerbrücke dient auch als Fussgängerübergang. Das Bauwerk befindet sich auf dem Areal der Papierfabrik Perlen. |
|      | Rontalbrücke                              | Buchrain – Dierikon (Lage)     | Ron (Reuss)              | Strassenbrücke (zweispurig)                                                                               | 2011     | 160        | 416          | |
|      | Rotbrücke                                 | Ettiswil – Schötz (Lage)       | Rot (Wigger)             | Fussgängerbrücke                                                                                          | 1989     | 18         | 515          | Gebaut von Renggli Holzbau Schötz |
|      | Rothenburgerbrücke (Rotbachbrücke)        | Rothenburg – Emmen (Lage)      | Rotbach (Reuss)          | Strassenbrücke (ehemalig), dient heute nur noch Fussgängern                                               | 1717     | 45         | 455          | Denkmalgeschützt Hängewerk auf zwei hohen Steinpfeilern |
|      | Eysteg (Truteneybrücke)                   | Schüpfheim-Bad (Lage)          | Waldemme                 | Fussgängerbrücke                                                                                          | 1869     | 21         | 735          | |

### Kanton Neuenburg
- Drei Brücken: Zwei Fussgänger- und eine Strassenbrücke (eine Strassenbrücke ist geplant).

| Bild | Name der Brücke                         | Ort(e) (Lage)                         | Querung | Nutzung                                           | Baujahr | Länge in m | Höhe m ü. M. | Bemerkungen |
| --- | --------------------------------------- | ------------------------------------- | --- | ------------------------------------------------- | ------- | ---------- | ------------ | --- |
| Heutige Balkenbrücke Geplante Übergangsstelle der gedeckten Holzbrücke | Abattoirs-Brücke (geplant)              | Noiraigue (Lage)                      | Areuse | Strassenbrücke mit abgetrenntem Fuss- und Veloweg |         | 30         | 725          | Brücke wird flussaufwärts des heutigen Übergangs erstellt.                                                          |
| | Expo.02-Steg (La Combe des Epines-Steg) | Champ-du-Moulin – Boudry (Lage)       | Areuse | Fussgängerbrücke                                  | 2002    | 30         | 540          | Ursprünglich gebaut für die Landesausstellung Expo.02.                                                              |
| Bild gesucht Die Wikipedia wünscht sich an dieser Stelle ein Bild vom Ort mit diesen Koordinaten 46.905557 6.619314 . Motiv: Steg beim Wasserfall Môtiers Falls du dabei helfen möchtest, erklärt die Anleitung , wie das geht. BW | Steg beim Wasserfall Môtiers            | Môtiers (Lage)                        | Ruisseau des Riaux                                                                                              | Fussgängerbrücke                                  | 2023    | 9          | 767          | |
| | A20-Brücke Les Convers                  | La Chaux-de-Fonds – Val de Ruz (Lage) | – Schüss (unterirdisch geführt, meist ausgetrocknet) – Lokalstrassennetz – eh. Bahnlinie Les Convers – Le Creux | Autobahnbrücke                                    | 1995    | 240        | 1050         | Gedeckte Verbindung der A20 zwischen Vue-des-Alpes-Tunnel und Mont-Sagne-Tunnel mit Anschlussstelle «6 Les Convers» |

### Kanton Nidwalden
- Vier Brücken: Drei Strassenbrücken und eine Fussgängerbrücke.

| Bild | Name der Brücke   | Ort(e) (Lage)          | Flussquerung   | Nutzung                                                                                                   | Baujahr  | Länge in m | Höhe m ü. M. | Bemerkungen                                      |
| ---- | ----------------- | ---------------------- | -------------- | --- | -------- | ---------- | ------------ | ------------------------------------------------ |
|      | Dörflibrücke      | Wolfenschiessen (Lage) | Engelberger Aa | Strassenbrücke mit Trottoirs                                                                              | 1941     | 17         | 520          |                                                  |
|      | Brigg-Brücke      | Wolfenschiessen (Lage) | Engelberger Aa | Strassenbrücke                                                                                            | 1763     | 18         | 515          | Eine der ältesten Holzbrücken der Zentralschweiz |
|      | Eggertsbüelbrücke | Buochs (Lage)          | Engelberger Aa | Fussgängerbrücke                                                                                          | 1998     | 24         | 450          |                                                  |
|      | Fadenbrücke       | Buochs (Lage)          | Engelberger Aa | Strassenbrücke (ehemalig), dient seit dem Bau einer Betonbrücke 2020 nur noch Fussgängern und Velofahrern | 1852 ca. | 25         | 449          | Denkmalgeschützt                                 |

### Kanton Obwalden
- Vier Brücken: Drei Strassenbrücken und eine Fussgängerbrücke.

| Bild | Name der Brücke | Ort(e) (Lage)               | Flussquerung         | Nutzung                                               | Baujahr | Länge in m | Höhe m ü. M. | Bemerkungen |
| ---- | --------------- | --------------------------- | -------------------- | ----------------------------------------------------- | ------- | ---------- | ------------ | --- |
|      | Dossenbrücke    | Kerns (Lage)                | Foribach (Sarner Aa) | Fussgängerbrücke                                      |         | 7          | 560          | Übergang ist nicht behindertengerecht (Treppe).                                                                                               |
|      | Melchtalbrücke  | Sachseln – Kerns (Lage)     | Grosse Melchaa       | Strassenbrücke, dient lokalem Verkehr und Fussgängern | 1943    | 27         | 801          | Offene Holzbrücke wurde 1946 mit einem Wellblechdach versehen. Ersetzte alte «Hüslibrugg».                                                    |
|      | Hohe Brücke     | Flüeli-Ranft – Kerns (Lage) | Grosse Melchaa       | Strassenbrücke mit seitlichen Trottoirs               | 1943    | 30         | 629          | Höchste Brücke dieser Art in Europa (genau 100 m über dem Flussspiegel). Ersetzte gedeckte Holzbrücke von 1893, die 20 m flussaufwärts stand. |
|      | Giswilerbrücke  | Giswil (Lage)               | Laui                 | Strassenbrücke mit seitlichem Trottoir                | 1939    | 22         | 491          | Geschütztes Kulturobjekt |

### Kanton Schwyz
- 12 Brücken: Sieben Strassen-, vier Fussgängerbrücken und eine Hausbrücke.

| Bild | Name der Brücke                        | Ort(e) (Lage)                 | Flussquerung             | Nutzung                                                                                                   | Baujahr | Länge in m | Höhe m ü. M. | Bemerkungen                                                                        |
| ---- | -------------------------------------- | ----------------------------- | ------------------------ | --- | ------- | ---------- | ------------ | ---------------------------------------------------------------------------------- |
|      | Grossbachbrücke                        | Gross (Lage)                  | Grossbach (Sihl)         | Strassenbrücke mit schmalen Trottoirs                                                                     | 1991    | 18         | 997          | Allgemeines Fahrverbot: Landwirtschaftliche Fahrzeuge gestattet Wanderweg          |
|      | Klostersteg                            | Muotathal (Lage)              | Muota                    | Fussgänger- und Velobrücke                                                                                | 2014    | 30         | 617          | Befahrbar für Unterhaltsfahrzeuge                                                  |
|      | Vordere Brücke («Jessenenbrügg»)       | Muotathal-Ried (Lage)         | Muota                    | Strassenbrücke mit Trottoirs                                                                              | 1998    | 35         | 584          |                                                                                    |
|      | Selgisbrücke                           | Muotathal-Ried (Lage)         | Muota                    | Strassenbrücke mit Trottoirs                                                                              | 2002    | 55         | 558          | Ersetzte baufällige Betonbrücke                                                    |
|      | Suworowbrücke                          | Schwyz-Oberschönenbuch (Lage) | Muota                    | Strassenbrücke                                                                                            | 1810    | 30         | 534          | Denkmalgeschützt                                                                   |
|      | Wylerbrücke                            | Brunnen (Lage)                | Muota                    | Strassenbrücke (ehemalig), dient seit dem Bau einer Betonbrücke 1974 nur noch Fussgängern und Velofahrern | 1716    | 35         | 441          | Denkmalgeschützt 1974/75 6 Meter flussaufwärts an den heutigen Standort verschoben |
|      | Halder-Brücke                          | Reichenburg (Lage)            | Rütibach (Wildbachkanal) | Fussgängerbrücke                                                                                          |         | 7          | 440          | Übergang ist nicht behindertengerecht (Treppen)                                    |
|      | Holzschuppen-Brücke                    | Brunnen (Lage)                | Seeweren                 | Hausbrücke                                                                                                |         | 10         | 444          |                                                                                    |
|      | Teufelsbrücke am Etzel («Tüfelsbrugg») | Egg (Lage)                    | Sihl                     | Strassenbrücke                                                                                            | 17. Jh. | 58         | 838          | Denkmalgeschützt Sandsteinbogenbrücke mit hölzernem Überbau                        |
|      | Bibereggbrücke                         | Rothenthurm-Biberegg (Lage)   | Steiner Aa               | Strassenbrücke mit schmalen Trottoirs                                                                     | 1992    | 22         | 942          | Ersetzte baufällige Betonbrücke                                                    |
|      | Stegbrücke                             | Siebnen (Lage)                | Wägitaler Aa             | Fussgänger- und Velobrücke                                                                                | 1993    | 23         | 438          | Verbot für Tiere (Pferd)                                                           |
|      | Aastudenbrücke                         | Galgenen – Wangen (Lage)      | Wägitaler Aa             | Fussgänger- und Velobrücke                                                                                | 2010    | 23         | 429          |                                                                                    |

### Kanton Solothurn
- Acht Brücken: Sechs Fussgänger- und zwei Strassenbrücken.

| Bild | Name der Brücke                 | Ort(e) (Lage)                      | Flussquerung                 | Nutzung | Baujahr | Länge in m | Höhe m ü. M. | Bemerkungen |
| ---- | ------------------------------- | ---------------------------------- | ---------------------------- | --- | ------- | ---------- | ------------ | --- |
|      | Holzbrücke Fulenbach–Murgenthal | Fulenbach – Murgenthal (AG) (Lage) | Aare                         | Strassenbrücke mit seitlichem Trottoir                                                                                 | 1863    | 102        | 407          | Denkmalgeschützt Eine der ältesten noch erhaltenen Howeschen Brücken in der Schweiz. Interkantonale Brücke (Kantonsgrenze Solothurn – Aargau) |
|      | Alte Oltner Aarebrücke          | Olten (Lage)                       | Aare                         | Strassenbrücke (ehemalig), dient seit dem Bau einer Betonbrücke Mitte 20. Jahrhundert noch Fussgängern und Velofahrern | 1804    | 77         | 394          | Denkmalgeschützt Mehrere Vorgängerbrücken wurden durch Hochwasser weggerissen.                                                                |
|      | Stauwehr Winznau                | Winznau (Lage)                     | Alte Aare                    | Wehrübergang | 1917    | 100        | 389          | Der alte, nicht erdbebensichere Wehroberbau wird zurückgebaut und durch ein Wehr ohne Oberbau ersetzt.                                        |
|      | Kamber-Brüggli                  | Oensingen (Lage)                   | Dünnern                      | Fussgängerbrücke | 1990    | 17         | 461          | |
|      | Dünnernbrücke Gheidgraben       | Olten (Lage)                       | Dünnern                      | Fussgänger- und Velobrücke                                                                                             | 2015    | 20         | 407          | |
|      | Emmenkanal-Wehrbrücke           | Derendingen (Lage)                 | Emmenkanal (Emme)            | Wehrbrücke |         | 25         | 438          | |
|      | Emmenkanal-Überlaufbrücke       | Derendingen (Lage)                 | Emmenkanal (Emme)            | Fussgängerbrücke | 2006    | 9          | 437          | |
|      | Mümliswil-Brücke                | Mümliswil (Lage)                   | Mumliswiler Bach (Augstbach) | Fussgängerbrücke | 2004    | 7          | 550          | Kleine private Brücke |

### Kanton St. Gallen
- 50 Brücken: 26 Strassen-, 22 Fussgänger- und zwei Hausbrücken.

| Bild | Name der Brücke                      | Ort(e) (Lage)                          | Flussquerung                              | Nutzung                                                                                                   | Baujahr  | Länge in m | Höhe m ü. M. | Bemerkungen |
| --- | ------------------------------------ | -------------------------------------- | ----------------------------------------- | --- | -------- | ---------- | ------------ | --- |
| | Aabachbrücke (Linthweg)              | Schmerikon (Lage)                      | Aabach (Obersee)                          | Strassenbrücke                                                                                            | 1917     | 18         | 412          | Ersetzte von einem Orkan zerstörte erste «Hüslibrugg» Die Brückenbetonplatte wurde 2020–2023 ersetzt. Fahrverbot für Motorwagen und Motorräder: Zubringerdienst gestattet Höchstgewicht 10 t Veloland-Route 9 Seen-Route (Etappe 8 Einsiedeln–Niederurnen) und Route 99 Herzroute (Etappe 9 Einsiedeln–Rapperswil) Wanderland-Route 4 ViaJacobi (Etappe 34 Wattwil–Siebnen) und Route 84 Zürichsee-Rundweg (Etappe 5 Pfäffikon SZ–Schmerikon)                |
| | Sonnegrundweg-Brücke                 | Kirchberg (Lage)                       | Altbach Zufluss (Thur)                    | Fussgängerbrücke                                                                                          |          | 8          | 747          | |
| | Radwegbrücke Gaissau                 | Rheineck – Gaissau (AT) (Lage)         | Alter Rhein                               | Fussgänger- und Velobrücke                                                                                | 1999     | 50         | 396          | Das Bauwerk ersetzte eine Veloweg-Holzbrücke, die 1994 als kurzfristiges Provisorium erstellt wurde. Fahrverbot für Motorwagen, Motorräder und Motorfahrräder Veloland-Route 2 Rhein-Route (Etappe 5 St. Margrethen–Kreuzlingen), Route 9 Seen-Route (Etappe 10 Buchs (SG)–Rorschach) und Route 96 Bodensee-Radweg (Etappe 4 Bregenz–Romanshorn) Der internationale Bodensee-Rundwanderweg führt über die Brücke. Grenze zwischen Österreich und der Schweiz |
| | Sägisteg                             | Niederbüren (Lage)                     | Arneggerbach (Thur)                       | Fussgängerbrücke                                                                                          | 2001     | 12         | 489          | Ersetzte Metallbrücke, die bei Hochwasser mitgerissen wurde |
| | Thurdammbrücke                       | Niederbüren (Lage)                     | Arneggerbach (Thur)                       | Strassenbrücke                                                                                            | 2002     | 18         | 479          | Wanderweg |
| | Holzschuppen-Brücke                  | Jona (Lage)                            | Aspkanal (Jona Zufluss)                   | Gebäude-«Brücke»                                                                                          |          | 7          | 441          | |
| | Hexenbrücke («Häxebröggli»)          | Ebnat-Kappel (Lage)                    | Bendelbach                                | Fussgängerbrücke                                                                                          | 1993     | 10         | 981          | |
| | Entschwiler-Brücke                   | Libingen (Lage)                        | Dietfurterbach (Thur)                     | Strassenbrücke                                                                                            | 1991     | 62         | 724          | |
| | Postweg-Steg                         | Zuzwil (Lage)                          | Dorfbach Zuzwil (Thur)                    | Fussgängerbrücke                                                                                          |          | 8          | 531          | Wanderweg |
| | Hofsagi-Brücke (Windenweg)           | Gommiswald (Lage)                      | Ernetschwilerbach (Linth-Hintergraben)    | Strassenbrücke                                                                                            | 1992     | 15         | 591          | Höchstgewicht 18 t, Höchsthöhe 4 m |
| | Haslensteg                           | Niederuzwil – Oberbüren (Lage)         | Glatt (Thur)                              | Fussgänger- und Velobrücke                                                                                | 1990     | 20         | 491          | Ersetzte erste «Hüslibrugg», die 1980 bei Hochwasser weggeschwemmt wurde |
| | Kellenbrücke                         | Goldach (Lage)                         | Goldach (Bodensee)                        | Fussgänger- und Velobrücke                                                                                | 1997     | 42         | 425          | |
| | Ruedligen-Brücke («Seppibrugg»)      | Eschenbach (Lage)                      | Goldingerbach (Aabach)                    | Fussgängerbrücke                                                                                          |          | 10         | 611          | Wanderweg |
| | Aabachtobelbrücke                    | St. Gallenkappel – Neuhaus (Lage)      | Goldingerbach (Aabach)                    | Strassenbrücke, seit dem Bau einer Betonbrücke 1972 bleibt die Brücke dem Lokalverkehr erhalten           | 1830     | 44         | 500          | Renoviert und verstärkt 1927 Höchstgewicht 3,5 t, Höchsthöhe 4 m Das Bauwerk ist denkmalgeschützt. Wanderland-Route 4 ViaJacobi (Etappe 3 Wattwil–Rapperswil) und Route 69 Züri Oberland-Höhenweg (Etappe 4 Chrüzegg–Rapperswil) |
| | Salum-Brücke («Brunnersteibröggli»)  | Vadura (Lage)                          | Guettolen (Tamina)                        | Strassenbrücke (ehemalig), dient seit dem Bau einer Betonbrücke als Geräteschuppen                        | 1940     | 6          | 908          | Brücke ist geschlossen und nicht mehr begehbar. |
| | Müliweier-Brücke                     | Unterbazenheid (Lage)                  | Husenbach (Thur)                          | Fussgängerbrücke                                                                                          | 2011     | 8          | 639          | Übergang ist von zwei Zimmermännern als Prüfungsarbeit hergestellt worden. |
| | Lütismühle-Brücke («Mühlibröggli»)   | Krummenau – Ebnat-Kappel (Lage)        | Lütisbach (Thur)                          | Fussgängerbrücke                                                                                          | 2008     | 10         | 752          | |
| | Neckerwis-Brücke                     | Bächli (Hemberg) (Lage)                | Necker                                    | Fussgängerbrücke                                                                                          |          | 20         | 710          | Übergang ist nicht behindertengerecht (Treppen). Wanderweg |
| | Steirisi-Steg                        | Brunnadern – Mogelsberg (Lage)         | Necker                                    | Fussgängerbrücke                                                                                          | 2000     | 31         | 662          | |
| | Neckerbrücke Brunnadern (Tös-Brücke) | Brunnadern – Mogelsberg (Lage)         | Necker                                    | Strassenbrücke, dient seit der Verlegung der Talstrasse 1912 nur noch lokalem Verkehr                     | 1880 ca. | 24         | 647          | Ersetzte durch Feuer zerstörte «Hüslibrugg» aus dem 18. Jahrhundert |
| | Aachsägebrücke (Winzlisaubrücke)     | Oberhelfenschwil – Mogelsberg (Lage)   | Necker                                    | Strassenbrücke, dient Anwohnerverkehr und Fussgängern                                                     | 1953     | 24         | 610          | Ehemalige 1849 Thurbrücke von Mühlau wurde um ein Drittel verkürzt und bei der Aachsäge über den Necker neu erstellt |
| | Holzbrücke Anzenwil                  | Ganterschwil – Mogelsberg (Lage)       | Necker                                    | Strassenbrücke (ehemalig), dient seit dem Bau einer Betonbrücke 2000 nur noch Fussgängern                 | 1863     | 46         | 597          | Denkmalgeschützt Die längste noch erhaltene Townsche Lattenbrücke der Schweiz |
| | Alte Letzibrücke                     | Ganterschwil – Lütisburg (Lage)        | Necker                                    | Strassenbrücke (ehemalig), dient seit dem Bau einer Hochbrücke 1969 nur noch Fussgängern                  | 1853     | 36         | 558          | Denkmalgeschützt Ersetzte offene Holzbrücke von 1824, die nach der Schneeschmelze 1852 in den Fluten verschwand |
| | Bifang-Brücke                        | St. Gallenkappel (Lage)                | Ranzach (Aabach)                          | Gebäude-«Brücke»                                                                                          |          | 8          | 593          | Privater Schuppen mit abschliessbaren Türen |
| | Rheinbrücke Sevelen–Vaduz            | Sevelen – Vaduz (LI) (Lage)            | Rhein                                     | Strassenbrücke (ehemalig), dient seit dem Bau einer Betonbrücke 1974 nur noch Fussgängern und Velofahrern | 1901     | 135        | 464          | Denkmalgeschützt Letzte noch erhaltene Holzbrücke über den Alpenrhein Grenze zwischen Liechtenstein und der Schweiz |
| | Nöllenbrücke                         | Widnau-Underletten (Lage)              | Rheintaler Binnenkanal                    | Strassenbrücke (ehemalig), dient heute Fussgängern und Velofahrern                                        | 1912     | 26         | 404          | Teil der 1910 abgebrochenen Rheinbrücke Widnau Fahrverbot für Motorwagen und Motorräder Wanderweg |
| | Allmend-Brücke                       | Altstätten (Lage)                      | Rietaach Zufluss (Rheintaler Binnenkanal) | Fussgängerbrücke                                                                                          |          | 7          | 421          | Metallpoller dient als Durchfahrtssperre. |
| | Kirchenwaldweg-Brücke                | Hemberg (Lage)                         | Rohrbach (Schwendibach)                   | Fussgängerbrücke                                                                                          | 1997     | 10         | 968          | Wanderweg |
| | Padadurisbrücke                      | Bad Ragaz (Lage)                       | Saschielbach (Saar)                       | Strassenbrücke, dient heute Fussgängern sowie forst- und landwirtschaftlichen Fahrzeugen                  | 1879     | 30         | 749          | Erbaut 1878/79, gedeckt 1884, restauriert 1946, 1989, 2009 Wanderweg |
| | Kirchweg-Brücke                      | Eichberg (Lage)                        | Schachenbach Zufluss (Rietaach)           | Fussgängerbrücke                                                                                          | 1979     | 16         | 521          | Wanderweg |
| | Sitterbrücke im Kubel (Äbtebrücke)   | Stein (AR) – St. Gallen‑Haggen (Lage)  | Sitter                                    | Strassenbrücke, dient Anwohnern im lokalen Verkehr und Fussgängern                                        | 1800     | 27         | 596          | Denkmalgeschützt Interkantonale Brücke (Kantonsgrenze Appenzell Ausserrhoden – St. Gallen) |
| | Spiseggbrücke                        | St. Josefen – St. Gallen (Lage)        | Sitter                                    | Strassenbrücke (ehemalig), dient seit dem Bau einer Betonbrücke 1964 nur noch Fussgängern                 | 1779     | 50         | 570          | Denkmalgeschützt Hochwasser zerstörte frühere Übergänge, die sich 50 Meter flussabwärts befanden Die Brücke kann für Anlässe gemietet werden |
| | Wannenbrücke                         | Bernhardzell – Wittenbach (Lage)       | Sitter                                    | Strassenbrücke, dient heute nur noch Fussgängern und landwirtschaftlichen Fahrzeugen                      | 1800 ca. | 44         | 524          | Denkmalgeschützt |
| | Taamühlibrücke                       | Zwiselen (Lage)                        | Taabach (Dietfurterbach)                  | Fussgängerbrücke                                                                                          | 1994     | 4          | 692          | |
| | Schüelenbrücke                       | Vättis (Lage)                          | Tamina                                    | Strassenbrücke (ehemalig), dient heute als Geräteschuppen                                                 | 1860     | 25         | 888          | Eine der wenigen noch erhaltenen Townschen Lattenbrücken der Schweiz |
| | Modell «Schmitter Rheinbrücke»       | Diepoldsau (Lage)                      | Teich (beim Zollhaus Schmitterbrücke)     | Fussgängerbrücke                                                                                          | 1985     | 9          | 410          | Das Modell entspricht in der Konstruktion der 1879 erstellten Schmitter Rheinbrücke. |
| | Johanneum Inselibrücke               | Neu St. Johann (Lage)                  | Thur                                      | Fussgängerbrücke                                                                                          | 1992     | 12         | 746          | Obwohl im Privatbesitz steht das Inseli mit Kapelle Mariahilf allen zur Nutzung offen |
| | Wolzen-Brücke                        | Krummenau (Lage)                       | Thur                                      | Fussgängerbrücke                                                                                          | 2017     | 36         | 706          | |
| | Brandholzbrücke                      | Ebnat-Kappel (Lage)                    | Thur                                      | Strassenbrücke                                                                                            | 1995     | 37         | 656          | |
| Bild gesucht Die Wikipedia wünscht sich an dieser Stelle ein Bild vom Ort mit diesen Koordinaten 47.294285 9.091029 . Motiv: Markthallensteg Falls du dabei helfen möchtest, erklärt die Anleitung , wie das geht. BW | Markthallensteg                      | Wattwil (Lage)                         | Thur                                      | Fussgängerbrücke                                                                                          | 2023     | 50         | 610          | |
| | Thurotexbrücke                       | Wattwil – Lichtensteig (Lage)          | Thur                                      | Strassenbrücke                                                                                            | 1918     | 23         | 596          | |
| | Lochermoosbrücke                     | Bütschwil-Ganterschwil (Lage)          | Thur                                      | Strassenbrücke mit seitlichem Fussgänger- und Veloweg                                                     | 1994     | 55         | 570          | Ersetzte Eisenbrücke von 1868 |
| | Alte Thurbrücke                      | Lütisburg (Lage)                       | Thur                                      | Strassenbrücke (ehemalig), dient seit dem Bau einer Betonbrücke 1997 nur noch Fussgängern                 | 1789 ca. | 60         | 551          | Denkmalgeschützt Längste Holzbrücke im Toggenburg |
| | Bogmensteg                           | Kaltbrunn (Lage)                       | Wängibach                                 | Fussgängerbrücke                                                                                          | 2015     | 14         | 1186         | Wanderweg |
| | Wengibrücke                          | Kaltbrunn (Lage)                       | Wängibach                                 | Strassenbrücke                                                                                            | 1989     | 27         | 971          | Ersetzte Brücke von 1921 Höchstgeschwindigkeit 20 km/h, Höchsthöhe 4,1 m |
| | Kleine Hüslibrücke                   | Teufen (AR) – St. Gallen‑Haggen (Lage) | Wattbach (Sitter)                         | Strassenbrücke (ehemalig), dient seit 1974 nur noch Fussgängern                                           | 1787     | 14         | 607          | Denkmalgeschützt Interkantonale Brücke (Kantonsgrenze Appenzell Ausserrhoden – St. Gallen) |
| | Schwänbergbrücke (Wissenbachbrücke)  | Flawil – Herisau (AR) (Lage)           | Wissbach (Glatt)                          | Strassenbrücke (ehemalig), dient heute nur noch Fussgängern                                               | 1782     | 24         | 656          | Denkmalgeschützt Eine 1615 aufgestellte Brücke wurde baufällig und musste 1782 ausgewechselt werden. Wanderweg Interkantonale Brücke (Kantonsgrenze St. Gallen – Appenzell Ausserrhoden) |
| | Weissthurbrücke                      | Stein (Lage)                           | Wissthur                                  | Strassenbrücke (ehemalig), dient seit dem Bau einer Betonbrücke Fussgängern                               | 1690 ca. | 14         | 830          | |
| | Tschennertobel-Brücke                | Valens – Vasön (Lage)                  | Zanaibach                                 | Strassenbrücke, dient heute vorwiegend Fussgängern                                                        | 1938     | 16         | 1098         | Allgemeines Fahrverbot: Land- und forstwirtschaftlicher Verkehr gestattet Höchstgewicht 3 t Bergwanderweg |
| | Harzenmoosbrücke                     | Bächli (Hemberg) (Lage)                | Zwislerbach (Necker)                      | Fussgängerbrücke                                                                                          | 1802     | 20         | 848          | Das Walmdach war bis 1971 mit Holzschindeln eingedeckt. Wanderweg |

### Kanton Tessin
- Vier Brücken: Drei Strassenbrücken und eine Fussgängerbrücke.

| Bild | Name der Brücke | Ort(e) (Lage)                               | Flussquerung | Nutzung                                                                                            | Baujahr | Länge in m | Höhe m ü. M. | Bemerkungen |
| --- | --------------- | ------------------------------------------- | ------------ | -------------------------------------------------------------------------------------------------- | ------- | ---------- | ------------ | --- |
| Bild gesucht Die Wikipedia wünscht sich an dieser Stelle ein Bild vom Ort mit diesen Koordinaten 45.85666 9.013 . Motiv: Al Ponte-Brücke Falls du dabei helfen möchtest, erklärt die Anleitung , wie das geht. BW  | Al Ponte-Brücke | Morbio Inferiore – Castel San Pietro (Lage) | Breggia      | Strassenbrücke                                                                                     |         | 25         | 280          | |
| | Dongiobrücke    | Dongio (Lage)                               | Brenno       | Fussgänger- und Velobrücke                                                                         | 2005    | 44         | 487          | Veloland-Route 36 Percorso Blenio–Lucomagno (Etappe 1 Biasca–Camperio) Wanderland-Routen 651 Circuito Dongio-Motto und 652 Circuito Dongio-Satro (rollstuhlgerechte Wanderwege) |
| Bild gesucht Die Wikipedia wünscht sich an dieser Stelle ein Bild vom Ort mit diesen Koordinaten 46.08052 9.02541 . Motiv: Curtina-Brücke Falls du dabei helfen möchtest, erklärt die Anleitung , wie das geht. BW | Curtina-Brücke  | Val Colla (Lage)                            | Cassarate    | Strassenbrücke, dient vor allem Fussgängern und Velofahrern, sowie landwirtschaftlichen Fahrzeugen |         | 50         | 679          | Ersetzte «Hüslibrugg» aus dem 19. Jahrhundert |
| | Canè-Brücke     | Malvaglia (Lage)                            | Orino        | Strassenbrücke                                                                                     | 1941    | 30         | 825          | |

### Kanton Thurgau
- Fünf Brücken: Drei Strassen- und zwei Fussgängerbrücken.

| Bild | Name der Brücke                    | Ort(e) (Lage)                                       | Flussquerung                | Nutzung                                                                                                   | Baujahr | Länge in m | Höhe m ü. M. | Bemerkungen                                                  |
| ---- | ---------------------------------- | --------------------------------------------------- | --------------------------- | --- | ------- | ---------- | ------------ | ------------------------------------------------------------ |
|      | Dorfbach-Brücke                    | Wellhausen (Lage)                                   | Dorfbach (Thur Binnenkanal) | Fussgängerbrücke                                                                                          |         | 6          | 403          | Private Brücke, kein Durchgang                               |
|      | Rheinbrücke Diessenhofen–Gailingen | Diessenhofen – Gailingen am Hochrhein (DE) (Lage)   | Rhein                       | Strassenbrücke                                                                                            | 1816    | 87         | 397          | Denkmalgeschützt Grenze zwischen Deutschland und der Schweiz |
|      | Altenbrücke                        | Hauptwil‑Gottshaus – Zihlschlacht‑Sitterdorf (Lage) | Sitter                      | Strassenbrücke                                                                                            | 1971    | 48         | 485          | Private Brücke                                               |
|      | Tanneggerbrücke                    | Dussnang (Lage)                                     | Tanneggerbach (Murg)        | Fussgängerbrücke                                                                                          |         | 14         | 595          | Wanderweg                                                    |
|      | Zollbrücke Eschikofen              | Amlikon-Bissegg – Bonau (Lage)                      | Thur                        | Strassenbrücke (ehemalig), dient seit dem Bau einer Betonbrücke 1954 nur noch Fussgängern und Velofahrern | 1837    | 91         | 415          | Denkmalgeschützt                                             |

### Kanton Waadt
- 11 Brücken: Sieben Fussgänger- und vier Strassenbrücken.

| Bild | Name der Brücke                       | Ort(e) (Lage)               | Flussquerung                 | Nutzung          | Baujahr | Länge in m | Höhe m ü. M. | Bemerkungen |
| --- | ------------------------------------- | --------------------------- | ---------------------------- | ---------------- | ------- | ---------- | ------------ | --- |
| | Pont du Roselet-Brücke                | Saint-Livres – Bière (Lage) | Aubonne                      | Strassenbrücke   | 2018    | 10         | 628          | |
| | Pont de la Jonction-Brücke            | Saint-Livres – Bière (Lage) | Aubonne                      | Strassenbrücke   | 1979    | 12         | 569          | |
| | Nant-Brücke                           | Les Plans-sur-Bex (Lage)    | Avançon de Nant              | Fussgängerbrücke |         | 13         | 1075         | |
| | Broye-Brücke                          | Moudon (Lage)               | Broye                        | Strassenbrücke   |         | 30         | 512          | Höchstgeschwindigkeit 30 km/h, Höchstgewicht 3 t Wanderweg |
| | Park Jorat-Brücke (Pont des Brigands) | Jorat-Menthue (Lage)        | Corbassière (Mentue) Zufluss | Fussgängerbrücke | 2013    | 14         | 896          | Wanderweg |
| | Schloss-Chillon-Brücke                | Veytaux (Lage)              | Genfersee                    | Fussgängerbrücke | 1750    | 14         | 385          | Die Schlossportal-Brücke entstand 1750 als offener Übergang, 1790 wurde ein Dachaufbau hinzugefügt Das Schloss ist denkmalgeschützt                                         |
| Bild gesucht Die Wikipedia wünscht sich an dieser Stelle ein Bild vom Ort mit diesen Koordinaten 46.34949 7.15663 . Motiv: Grande Eau-Brücke Falls du dabei helfen möchtest, erklärt die Anleitung , wie das geht. BW | Grande Eau-Brücke                     | Les Diablerets (Lage)       | Grande Eau                   | Fussgängerbrücke | 2005    | 16         | 1159         | |
| | Lionne-Brücke                         | L’Abbaye (Lage)             | Lionne                       | Fussgängerbrücke |         | 12         | 1006         | Wanderweg |
| | Rod Mühle-Brücke                      | Orbe (Lage)                 | Orbe                         | Fussgängerbrücke | 1898    | 35         | 441          | Die Brücke verbindet die ehemaligen Rod Mühlen beidseits der Orbe. Die gedeckte Passage ist ein Teil des Museums Patrimoine au fil de l'eau, das seit 2020 geschlossen ist. |
| | Sandoleyre-Brücke                     | Montherod (Lage)            | Sandoleyre                   | Fussgängerbrücke | 1996    | 8          | 562          | |
| | Vich-Brücke                           | Vich (Lage)                 | Serine (Promenthouse)        | Fussgängerbrücke | 1992    | 22         | 453          | |

### Kanton Wallis
- 15 Brücken: 11 Fussgänger-, drei Strassen- und eine Hausbrücke.

| Bild | Name der Brücke                     | Ort(e) (Lage)       | Flussquerung          | Nutzung                             | Baujahr | Länge in m | Höhe m ü. M. | Bemerkungen |
| --- | ----------------------------------- | ------------------- | --------------------- | ----------------------------------- | ------- | ---------- | ------------ | --- |
| Bild gesucht Die Wikipedia wünscht sich an dieser Stelle ein Bild vom Ort mit diesen Koordinaten 46.237153 7.389958 . Motiv: Borgne-Steg Falls du dabei helfen möchtest, erklärt die Anleitung , wie das geht. BW    | Borgne-Steg                         | Bramois (Lage)      | Borgne                | Fussgänger- und Velobrücke          | 2022    | 30         | 496          | |
| Bild gesucht Die Wikipedia wünscht sich an dieser Stelle ein Bild vom Ort mit diesen Koordinaten 46.38041 7.62503 . Motiv: Leukerbad-Brücke Falls du dabei helfen möchtest, erklärt die Anleitung , wie das geht. BW | Leukerbad-Brücke                    | Leukerbad (Lage)    | Dala Zufluss          | Fussgängerbrücke                    |         | 8          | 1374         | |
| | Bourrigne-Brücke                    | Martigny (Lage)     | Dranse                | Fussgängerbrücke                    | 1948    | 25         | 486          | |
| | Bâtiaz-Brücke                       | Martigny (Lage)     | Dranse                | Strassenbrücke mit Trottoirs        | 1829    | 25         | 474          | Denkmalgeschützt Ersetzte erste «Hüslibrugg» von 1368, die bei Hochwasser 1818 zerstört wurde                          |
| | Friedhof-Brücke (Pont du Cimitière) | Orsières (Lage)     | Dranse d’Entremont    | Fussgängerbrücke                    | 1948    | 19         | 882          | Ersetzte offene Holzbrücke von 1869                                                                                    |
| | Follatères-Brücke                   | Fully (Lage)        | Fully-Kanal (Rhone)   | Gebäude-«Brücke»                    |         | 10         | 461          | Privater Schuppen mit abschliessbarem Tor                                                                              |
| Bild gesucht Die Wikipedia wünscht sich an dieser Stelle ein Bild vom Ort mit diesen Koordinaten 46.168438 7.281953 . Motiv: Hohsteg Falls du dabei helfen möchtest, erklärt die Anleitung , wie das geht. BW        | Pracondu-Steg                       | Haute-Nandaz (Lage) | Grand Bisse de Saxon  | Fussgängerbrücke Rohrleitungsbrücke | 2021    | 28         | 1772         | Die Brücke wurde 2021 erbaut, auch dank der finanziellen Unterstützung aus dem «Mobiliar Fonds Brücken und Stege».     |
| Bild gesucht Die Wikipedia wünscht sich an dieser Stelle ein Bild vom Ort mit diesen Koordinaten 46.04778 7.76975 . Motiv: Hohsteg Falls du dabei helfen möchtest, erklärt die Anleitung , wie das geht. BW          | Hohsteg                             | Zermatt (Lage)      | Mattervispa           | Fussgängerbrücke                    | 1986    | 16         | 1515         | Ersetzte zerfallenen Übergang aus dem 19. Jahrhundert                                                                  |
| Bild gesucht Die Wikipedia wünscht sich an dieser Stelle ein Bild vom Ort mit diesen Koordinaten 46.1763 7.8045 . Motiv: Eye-Brücke Falls du dabei helfen möchtest, erklärt die Anleitung , wie das geht. BW         | Eye-Brücke                          | St. Niklaus (Lage)  | Mattervispa           | Fussgänger- und Velobrücke          | 2002    | 48         | 1097         | Ersetzte hölzerne Kragbalkenbrücke                                                                                     |
| Bild gesucht Die Wikipedia wünscht sich an dieser Stelle ein Bild vom Ort mit diesen Koordinaten 46.4865 8.26315 . Motiv: Dorfbrücke Falls du dabei helfen möchtest, erklärt die Anleitung , wie das geht. BW        | Dorfbrücke                          | Münster (Lage)      | Minstigerbach (Rhone) | Strassenbrücke                      | 1989    | 12         | 1376         | |
| Bild gesucht Die Wikipedia wünscht sich an dieser Stelle ein Bild vom Ort mit diesen Koordinaten 46.50543 8.31003 . Motiv: Rhonesteg Falls du dabei helfen möchtest, erklärt die Anleitung , wie das geht. BW        | Rhonesteg                           | Ulrichen (Lage)     | Rhone                 | Fussgängerbrücke                    | 1987    | 22         | 1347         | |
| | Rhonebrücke                         | Reckingen (Lage)    | Rhone                 | Strassenbrücke                      | 1944    | 19         | 1316         | Ersetzte «Hüslibrugg» von 1894                                                                                         |
| | Obere Thermalbad-Brücke             | Val-d’Illiez (Lage) | Vièze                 | Fussgängerbrücke                    | 1996    | 12         | 790          | Die Brücke befindet sich auf dem Les Thermes Parc-Areal, das seit 2019 geschlossen ist.                                |
| | Untere Thermalbad-Brücke            | Val-d’Illiez (Lage) | Vièze                 | Fussgängerbrücke                    | 2000    | 12         | 789          | Die Brücke befindet sich auf dem Les Thermes Parc-Areal, das seit 2019 geschlossen ist.                                |
| | Vièze-Brücke                        | Monthey (Lage)      | Vièze                 | Fussgängerbrücke                    | 1809    | 20         | 427          | Die ehemalige Strassenbrücke dient seit der Eröffnung einer Betonbrücke in 1956 nur noch Fussgängern. Denkmalgeschützt |

### Kanton Zug
- Sechs Brücken: Drei Strassen- und drei Fussgängerbrücken.

| Bild | Name der Brücke                   | Ort(e) (Lage)                | Flussquerung                      | Nutzung | Baujahr | Länge in m | Höhe m ü. M. | Bemerkungen |
| ---- | --------------------------------- | ---------------------------- | --------------------------------- | --- | ------- | ---------- | ------------ | --- |
|      | Alte Steinhauser-Brücke           | Stadt Zug (Lage)             | Alte Lorze                        | Fussgänger- und Velobrücke                                                                                     | 1712    | 10         | 417          | 1986 von Steinhausen an den heutigen Standort versetzt |
|      | Holzbrücke Lorzentobel            | Baar – Menzingen (Lage)      | Lorze                             | Strassenbrücke (ehemalig), dient seit dem Bau des Steinbogenviadukts 1910 nur noch Fussgängern und Velofahrern | 1759    | 15         | 543          | Denkmalgeschützt |
|      | Lättich-Steg                      | Baar (Lage)                  | Lorze                             | Fussgänger- und Velobrücke                                                                                     | 1996    | 22         | 452          | |
|      | Ochsenbachsteg (Steinhauser-Steg) | Steinhausen (Lage)           | Ochsenbach (Dorfbach Steinhausen) | Fussgänger- und Velobrücke                                                                                     | 1987    | 11         | 417          | |
|      | Reussbrücke Sins–Hünenberg        | Sins (AG) – Hünenberg (Lage) | Reuss                             | Strassenbrücke mit Trottoir, dient seit dem Bau einer Betonbrücke 1996 vor allem Fussgängern und Velofahrern   | 1641    | 80         | 400          | Denkmalgeschützt Interkantonale Brücke (Kantonsgrenze Aargau – Zug)                                                                                        |
|      | Babenwaagbrücke                   | Neuheim – Hirzel (ZH) (Lage) | Sihl                              | Strassenbrücke mit Trottoirs, dient am heutigen Standort vor allem Fussgängern und Velofahrern                 | 1850    | 39         | 561          | Geschütztes Kulturobjekt 1960 von Sihlbrugg 3 Kilometer flussaufwärts an den heutigen Standort versetzt Interkantonale Brücke (Kantonsgrenze Zug – Zürich) |

### Kanton Zürich
23 Brücken: 13 Fussgänger- und 10 Strassenbrücken.
| Bild                                | Name der Brücke                 | Ort(e) (Lage)                               | Flussquerung                | Nutzung | Baujahr | Länge in m | Höhe m ü. M. | Bemerkungen |
| ----------------------------------- | ------------------------------- | ------------------------------------------- | --------------------------- | --- | ------- | ---------- | ------------ | --- |
|                                     | Aabrücke («s'Teckt Brüggli»)    | Uster (Lage)                                | Aabach                      | Fussgänger- und Velobrücke | 1826    | 10         | 459          | Höchstgewicht 1 t Saniert 1994 Seit 1984 ist das Bauwerk im kommunalen Inventar des Denkmalschutzes aufgeführt. Zürcher Wanderweg: Industriepfad Zürcher Oberland, Abstecher Stadtpark                             |
|                                     | Chimlibrücke                    | Volketswil – Schwerzenbach (Lage)           | Chimlibach                  | Fussgänger- und Velobrücke |         | 11         | 442          | Fahrverbot für Motorwagen, Motorräder und Motorfahrräder Metallpoller dient als Durchfahrtssperre. Skatingland-Route 3 Mittelland Skate (Etappe 4 Uster–Kloten (Flughafen))                                        |
|                                     | Eawag-Brücke                    | Dübendorf (Lage)                            | Chriesbach                  | Fussgängerbrücke |         | 19         | 433          | Gedeckte Stahlbrücke auf dem Eawag-Areal |
|                                     | Esslingerbachsteg               | Esslingen (Lage)                            | Esslingerbach (Mettlenbach) | Fussgängerbrücke | 1966    | 11         | 495          | Private Brücke |
|                                     | Aubrugg                         | Opfikon-Glattbrugg (Lage)                   | Glatt                       | Fussgänger- und Velobrücke | 2016    | 42         | 424          | Stabbogen-Holzkunstbrücke |
|                                     | Glattbrücke Rümlang             | Rümlang (Lage)                              | Glatt                       | Strassenbrücke (ehemalig), dient am heutigen Standort vor allem Fussgängern und Velofahrern sowie beschränktem Strassenverkehr | 1767    | 30         | 421          | Geschütztes Kulturobjekt 1950 von Oberglatt 4,5 Kilometer flussaufwärts an den heutigen Standort versetzt Älteste gedeckte Holzbrücke im Kanton Zürich                                                             |
|                                     | Hirschenbrücke Oberglatt        | Oberglatt (Lage)                            | Glatt                       | Strassenbrücke mit seitlichen Trottoirs                                                                                        | 1993    | 25         | 418          | |
|                                     | Glattbrücke Niederglatt         | Niederglatt (Lage)                          | Glatt                       | Fussgänger- und Velobrücke | 1990    | 30         | 412          | Dieser Übergang ist ein Modell 1:2 der Lütisburg Thurbrücke |
|                                     | Hegstenbrücke                   | Glattfelden (Lage)                          | Glatt                       | Strassenbrücke mit Trottoirs, dient vor allem forst- und landwirtschaftlichen Fahrzeugen                                       | 1980    | 30         | 358          | Ersetzte baufällige Stahlbrücke von 1860 |
|                                     | Jonentalbrücke (Wässermattweg)  | Zwillikon (Lage)                            | Jonen                       | Strassenbrücke | 1954    | 19         | 453          | Verbot für Motorwagen, Motorräder und Motorfahrräder: Land- und forstwirtschaftlicher Verkehr gestattet Höchstgewicht 5 t Wanderweg (Zwillikon – Kapelle Jonental)                                                 |
|                                     | Fernsehstudio-Brücke            | Zürich-Seebach (Lage)                       | Leutschenbach               | Fussgängerbrücke |         | 55         | 435          | Wurde 2024 abgebrochen. Die Fernsehbrücke diente der internen Verbindung der Liegenschaften des Schweizer Fernsehens. Private Fussgänger-Passerelle überquert auch die Leutschenbachstrasse und den Kurt-Früh-Weg. |
|                                     | Luppmen-Brücke                  | Fehraltorf (Lage)                           | Luppmen                     | Fussgängerbrücke | 1986    | 9          | 528          | Wanderweg |
|                                     | Nebelbachsteg                   | Zollikon (Lage)                             | Nebelbach                   | Fussgängerbrücke | 1983    | 10         | 690          | |
| Offene Holzbrücke (Bild April 2022) | Chueweid-Brücke                 | Urdorf (Lage)                               | Reppisch                    | Fussgängerbrücke (ehemalige gedeckte Holzbrücke wurde durch offene Holzbrücke ersetzt)                                         |         | 14         | 449          | Brücke befindet sich auf dem Waffenplatz Zürich-Reppischtal. |
|                                     | Rheinbrücke Rheinau–Altenburg   | Rheinau – Altenburg (DE) (Lage)             | Rhein                       | Strassenbrücke | 1806    | 80         | 355          | Geschütztes Kulturobjekt Grenze zwischen Deutschland und der Schweiz |
|                                     | Babenwaagbrücke                 | Neuheim (ZG) – Hirzel (Lage)                | Sihl                        | Strassenbrücke mit Trottoirs, dient am heutigen Standort vor allem Fussgängern und Velofahrern                                 | 1850    | 39         | 561          | Geschütztes Kulturobjekt 1960 von Sihlbrugg 3 Kilometer flussaufwärts an den heutigen Standort versetzt Interkantonale Brücke (Kantonsgrenze Zug – Zürich)                                                         |
|                                     | Leimbach-Steg                   | Zürich-Leimbach – Zürich-Wollishofen (Lage) | Sihl                        | Fussgänger- und Velobrücke | 1991    | 40         | 433          | |
|                                     | Thurbrücke Andelfingen          | Andelfingen – Kleinandelfingen (Lage)       | Thur                        | Strassenbrücke mit Trottoir | 1815    | 72         | 363          | Denkmalgeschützt |
|                                     | Thurbrücke Alten                | Andelfingen – Kleinandelfingen (Lage)       | Thur                        | Strassenbrücke mit Trottoir | 1992    | 103        | 358          | Längste Holz-Strassenbrücke der Schweiz Ersetzte Stahlbrücke |
|                                     | Kyburg-Brücke (Linsentalbrücke) | Kyburg – Winterthur-Sennhof (Lage)          | Töss                        | Strassenbrücke | 1846    | 25         | 473          | Denkmalgeschützt |
|                                     | Bruni-Brücke                    | Winterthur-Töss (Lage)                      | Töss                        | Strassenbrücke mit Trottoirs, dient heute vor allem dem Forstverkehr und Fussgängern                                           | 1839    | 36         | 454          | 1974 von Pfungen an den heutigen Standort versetzt |
|                                     | Eulacher-Steg                   | Winterthur-Wülflingen (Lage)                | Töss                        | Fussgänger- und Velobrücke | 1992    | 49         | 411          | |
|                                     | Zilbachsteg (Resiweiherweg)     | Fällanden (Lage)                            | Zilbach (Glatt)             | Fussgängerbrücke |         | 7          | 441          | Übergang ist nicht behindertengerecht (Treppe). |